# رصاص
الرصاص عنصر كيميائي رمزه Pb وعدده الذرّي 82؛ ويقع في الجدول الدوري ضمن مجموعة الكربون (المجموعة الرابعة عشرة؛ وهي أيضاً المجموعة الرابعة وفق ترقيم المجموعات الرئيسية). الرصاص فلزُّ ثقيل ذو كثافةٍ مرتفعة، ويوجد في الأحوال العادية بلونٍ فضّي مزرّق، والذي سرعان ما يفقد لمعانه إلى لونٍ رماديٍّ معتم عند التعرّض للهواء. يدخل الرصاص في تركيب عدد من السبائك، وهو أيضاً فلزٌّ طريٌّ مطواع وقابل للسحب والتطريق؛ كما أنّه فلز مستقرّ، وثلاثةٌ من نظائره تقع في نهاية سلسلة اضمحلال العناصر الثقيلة المشعّة.
يصنّف الرصاص كيميائياً من الفلزّات بعد الانتقالية (الفلزّات الضعيفة)، وتتجلّى تلك الصفة في طبيعته المذبذبة؛ إذ يتفاعل الرصاص وأكسيده مع الأحماض والقواعد؛ كما أنّ هناك تفاوتٌ في صفة مركّباته الكيميائية حسب حالة الأكسدة، فمركّبات الرصاص الثنائي ذات صفة أيونية، في حين أنّ مركّبات الرصاص الرباعي تغلب عليها الصفة التساهمية مثلما هو الحال في مركّبات الرصاص العضوي.
يستخرج الرصاص من خاماته بسهولة؛ ومنذ قديم الزمان تمكّن الإنسان في العالم القديم من استحصاله، وخاصّة من معدن غالينا، الذي يعدّ المصدر الرئيسي لاستخراج الرصاص. بما أنّ الفضّة غالباً ما ترافق الرصاص في خاماته، لذلك كان السعي للحصول على الفضّة سبباً في معرفة الرصاص واستخدامه في مجالات الحياة اليومية في روما القديمة. بلغ الإنتاج العالمي من الرصاص سنة 2014 حوالي 10 ملايين طنّ، وكانت نسبة الحصول عليهِ من تدوير المخلّفات الحاوية على الرصاص أكثر من 50%.
ساعدت الخواص المميّزة للرصاص، من الكثافة المرتفعة والانخفاض النسبي لنقطة الانصهار وخموله الكيميائي تجاه الأكسدة، بالإضافة إلى وفرته النسبية المرتفعة وانخفاض ثمنه من استخدامهِ في العديد من التطبيقات التي شملت على سبيل المثال، الإنشاءات والوقاية من الإشعاع والسباكة وصناعة البطّاريات والطلقات والمقذوفات والأثقال والسبائك المختلفة مثل سبائك اللحام وسبيكة بيوتر والسبائك سهلة الانصهار (الصَهُورَة)؛ بالإضافة إلى استخدامه سابقاً في مجال الدهانات وإضافتهِ إلى وقود السيارات (على شكل مركّب رباعي إيثيل الرصاص).
الرصاص فلزّ سامّ، الأمر الذي أدّى إلى الحدّ من تطبيقاته في أغلب الدول بعد اكتشاف سمّيّته. يؤثّر الرصاص سلباً داخل الأجسام الحيوية، حيث يكون تأثيره مشابهاً للسموم العصبية من حيث القدرة على الإضرار بالجهاز العصبي وتعطيل الأداء الوظيفي لبعض الإنزيمات الحيوية مسبّباً اضطراباتٍ عصبية وحركية.

## التاريخ

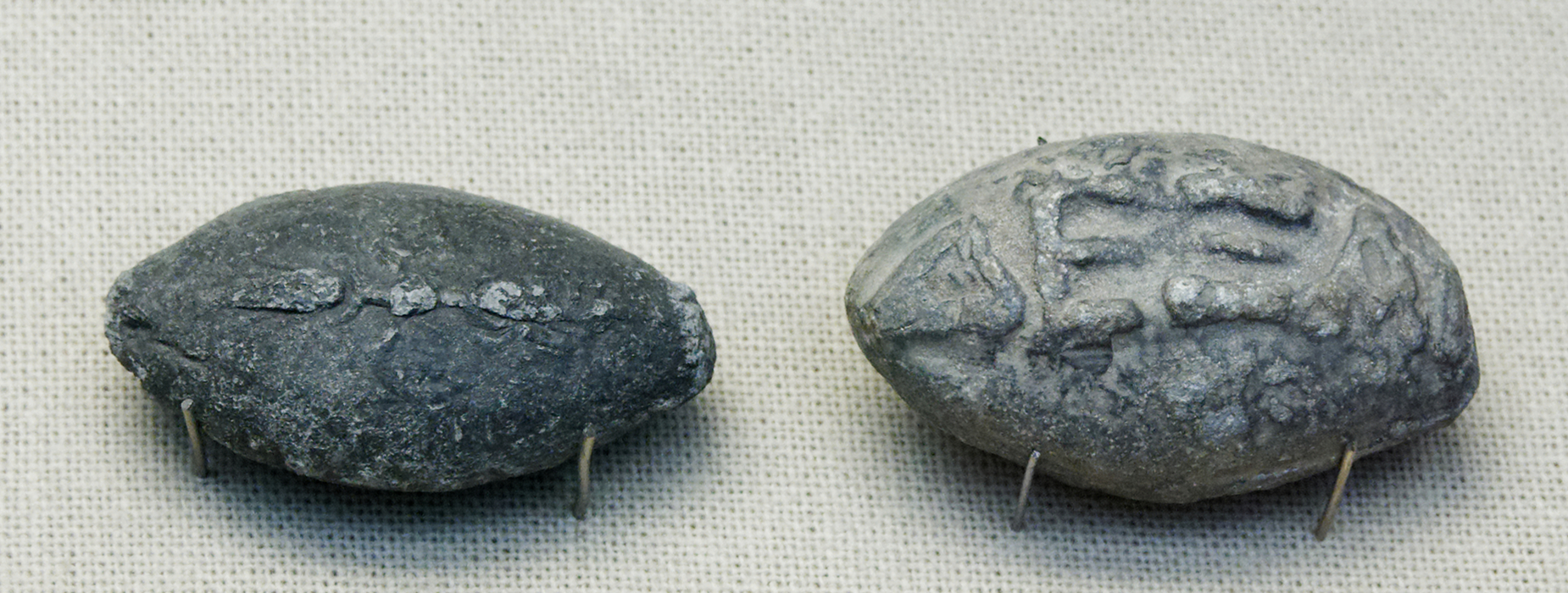
مقذوفات مصنوعة من الرصاص تعود إلى العصر اليوناني القديم.

### العصر القديم
يعدّ الرصاص من أقدم الفلزّات المستخدمة في تاريخ البشرية. وكان هو بالإضافة إلى الزرنيخ والإثمد أحدَ الفلزّات التي جرى تجريبها في العصر البرونزي الأول من أجل تحضير البرونز، إلى أن اكتشف القصدير. عُثر على قطعٍ من الرصاص الفلزّي يعود تاريخها إلى حوالي 7000 سنة قبل الميلاد في منطقة الأناضول بالقرب من جاتال هويوك، وهي تمثّل أقدم موجودات تاريخية جرى معالجتها بالصهر. في ذلك الوقت لم يكن للرصاص أيَّ تطبيقٍ معروف بسبب طراوته ومظهره الكامد؛ وكان العامل الرئيسي في انتشار استخراجه هو مرافقته للفضة في الخامات في القشرة الأرضية.
كان المصريون القدماء أوّل من استخدم الرصاص في التجميل، وهو تطبيق انتشر بعد ذلك إلى اليونان القديمة وغيرها من الحضارات؛ بالإضافة إلى ذلك فمن المحتمل أن يكون المصريون القدماء قد استخدموا الرصاص أيضاً في تثقيل شباك صيد السمك وفي صناعة الزجاج والمينا المزجج وكذلك في صناعة أغراض الزينة. استعملت عدّة حضارات في منطقة الهلال الخصيب الرصاص في عددٍ من التطبيقات المختلفة مثل استخدامه في الكتابة وسكّ العملة وضمن مواد البناء. أمّا في الشرق الأدنى فاستخدم الصينيون القدماء الرصاص من إحدى الوسائل لضبط النسل، وكذلك في سكّ العملة؛ بالمقابل دخل الرصاص في صناعة التمائم في حضارتي وادي السند ووسط أمريكا؛ في حين أنّ شعوب أفريقيا الشرقية والجنوبية استخدمته في سحب الأسلاك.
عصر اليونان والرومان

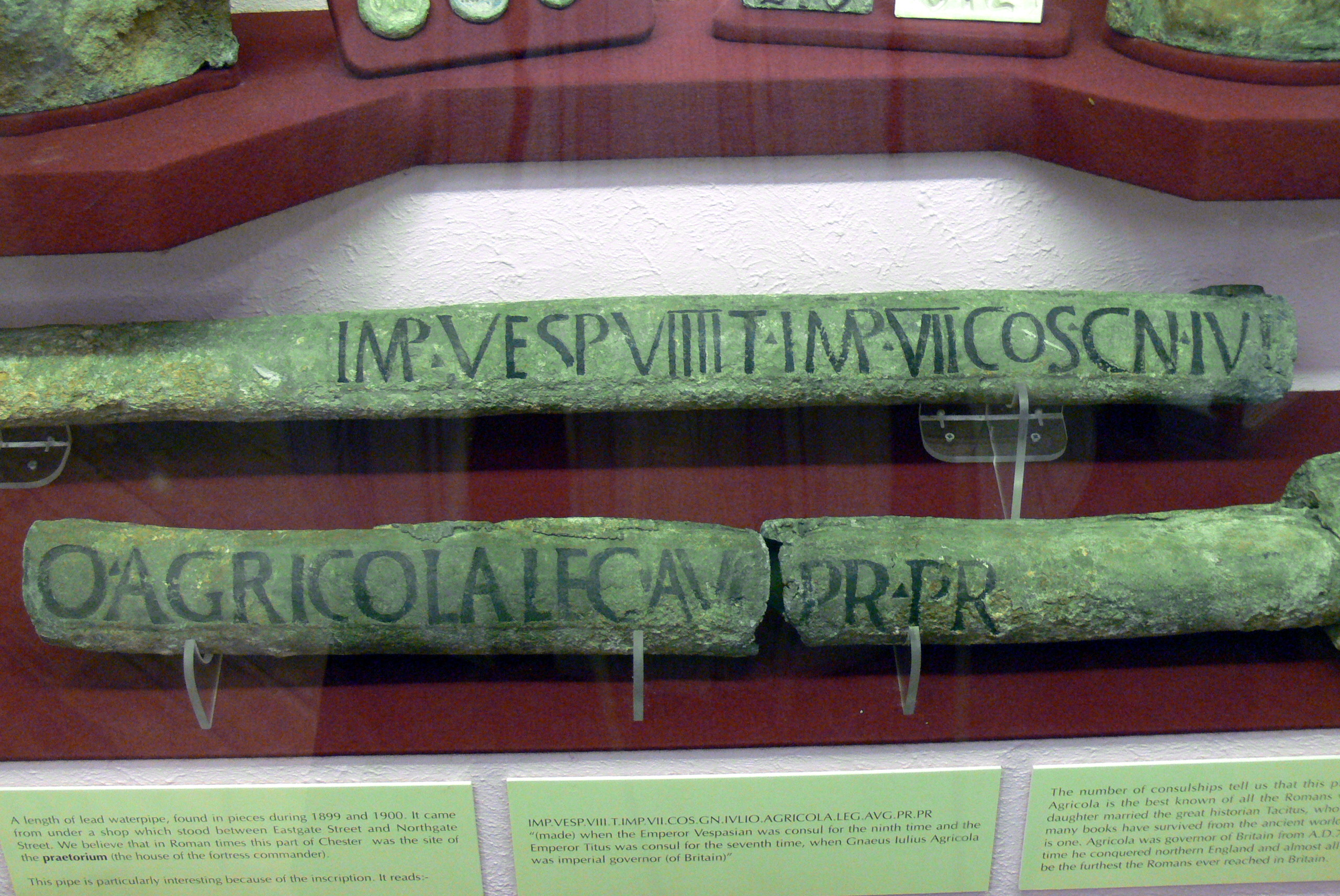
أنابيب مصنوعة من الرصاص تعود إلى العصر الروماني القديم.

بما أنّ الفضّة كانت مستخدمة بكثرة في التجارة وفي صناعة مواد الزينة منذ التاريخ القديم، وبسبب مرافقتها للرصاص في الخامات، لذلك انتشرت معالجة الرصاص في منطقة الأناضول منذ 3000 سنة قبل الميلاد، ولاحقاً في مناطق مختلفة في اليونان مثل الجزر الإيجية ومدينة لافريو؛ والتي بقيت مسيطرةً على إنتاج الرصاص حتّى 1200 سنة قبل الميلاد. منذ حوالي 2000 سنة قبل الميلاد بدأت مناطق أخرى تُعرَف بإنتاج الرصاص بالظهور والازدهار؛ فمثلاً تمكّن الفينيقيون من معالجة الرصاص في مناطق مختلفة منها شبه الجزيرة الإيبيرية، وكذلك في اليونان وقبرص وسردينيا.

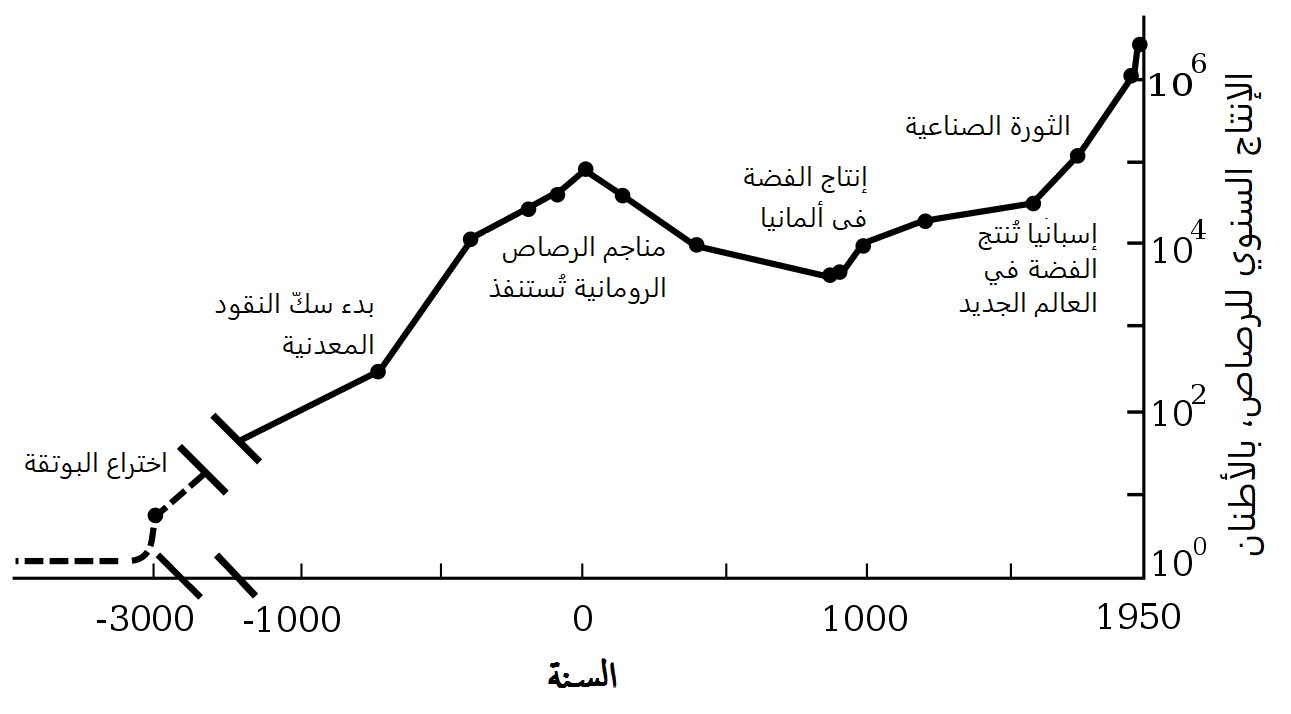
مخطّط يظهر تقريبياً الإنتاج العالمي من الرصاص منذ التاريخ القديم حتّى الثورة الصناعية في أوروبا.

أدّى توسّع الجمهورية الرومانية في منطقة حوض المتوسط إلى انتشار تعدين الرصاص، خاصّةً مع التطوّر النسبي لوسائل التعدين أثناء فترة العصر الكلاسيكي القديم؛ إذ قُدِّرَت سَعةُ الإنتاج العظمى من الرصاص حينئذٍ بحوالي 80 ألف طنّ سنوياً؛ وذلك من المعالجة الحرارية لخامات الفضّة الحاوية على الرصاص. استُخدِم الرصاص في الكتابة على الألواح؛ وكذلك في صناعة النعوش. كما شاع استخدام الرصاص في صناعة قنوات المجاري وفي الإنشاءات المدنية والصناعات العسكرية، خاصّةً مع سهولة سبكه والتعامل الحرفي معه، ومقاومته للتآكل؛ بالإضافة إلى سهولة الحصول عليه، ورخص ثمنه.
نصحَ عددٌ من الكتّاب الرومان، مثل كاتو الأكبر وكولوميلا وبلينيوس الأكبر، باستخدام أواني الرصاص لتحضير دبس العنب الذي كان يضاف إلى الخمر؛ وذلك لأن الرصاص كان يضفي في بعض الأحيان مذاقاً حلواً (بسبب تشكّل «سكّر الرصاص»، وهو مركب أسيتات الرصاص الثنائي)؛ في حين أنّ الأواني المصنوعة من النحاس أو البرونز كانت تعطي مذاقاً مرّاً بسبب تشكّل الزنجار. من جهةٍ أخرى، وثَّقَ الكاتب الروماني فيتروفيو المخاطر الصحّية للرصاص، وقد يكون للاستخدام المفرط للرصاص في مجالات الحياة اليومية دوراً في انحدار الإمبراطورية الرومانية، وذلك وفقاً لرأي بعض المحلّلين التاريخيين المتأخرّين؛ إلّا أنّ ذلك الرأي وجد معارضةً من بعض الباحثين الآخرين، الذين أشاروا على سبيل المثال بأنّ ليس كلَّ ألمٍ معويِّ سببه التسمّم بالرصاص، وشكّكوا بدور أنابيب نقل المياه المصنوعة من الرصاص بحدوث حالات التسمّم.

### العصور الوسطى

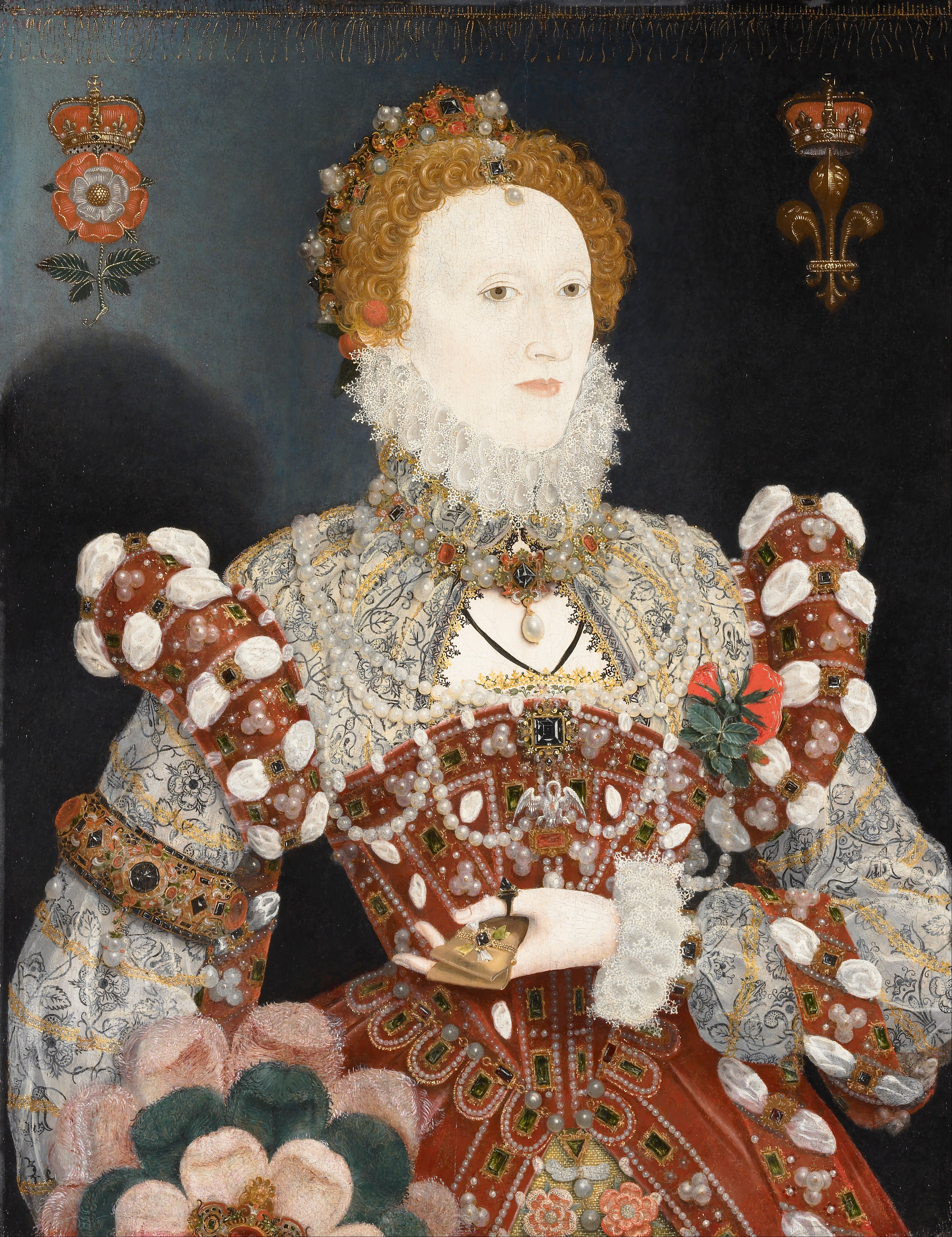
كانت الملكة إليزابيث الأولى ملكة إنجلترا عادةَ ما تُرسَم بوجهٍ شديد البياض، والذي يعزى وفق مصادر تاريخية إلى استخدام أبيض الرصاص في تبييض الوجه، الأمر الذي كان سبباً في التعجيل بوفاتها.

مع سقوط الإمبراطورية الرومانية الغربية تراجع إنتاج الرصاص في أوروبا الغربية، خاصّةً مع صعود دولة الأمويّين في الأندلس، إذ كانت تلك المنطقة الوحيدة ذات الإنتاج المهمّ في أوروبا في ذلك الوقت؛ بالمقابل ازداد الإنتاج في مناطق أخرى من العالم مثل الصين والهند.
كان الرصاص عنصراً حاضراً في تجارب الخيميائيين سواء في عصر الحضارة الإسلامية أو ما قبل عصر النهضة الأوروبي؛ وكان له الرمز الخيميائي  في مدوّنات ذلك العصر،، والذي كان مخصّصاً أيضاً لكوكب زحل. كان الرصاص عند الخيميائيين يعدّ من الفلزّات الوضيعة الشائبة، والذي يمكن لجوهرهِ أن يتحوّل إلى فلزّ نبيلٍ نقيٍّ مثل الذهب بالعمليات والتقنيات الخيميائية المناسبة. وقد ذكره البيروني في كتابهِ الجماهر في معرفة الجواهر وخصّص لهُ قِسماً.
بالإضافة إلى ذلك فقد استُخدِم الرصاص منذ بداية القرن الثالث عشر في صناعة الزجاج المعشّق؛ كما استخدِم في غشّ الخمر، الأمرِ الذي أدّى إلى حالات تسمّم كثيرة موثّقة حتى نهاية القرن الثامن عشر. من جهة أخرى فقد كان الرصاص مادّةً أساسيةً في صناعة أجزاء من آلة الطباعة التي اختُرعت حوالي منتصف القرن الخامس عشر، الأمر الذي عرّض الكثير من العمّال لحالات التسمّم بالرصاص أيضاً. دخل الرصاص في صناعة مقذوفات وطلقات الأسلحة النارية نظراً لرخص ثمنهِ وتوفّره ولارتفاع كثافتهِ وانخفاض نقطة انصهاره.
شاع استخدام أبيض الرصاص في مستحضرات التجميل في ذلك العصر، لأجل تبييض الوجه، وكان يسمّى حينها إسبيداج (أو الإسفيداج)؛ كما كان يُستخدم للطلاء، إلّا أنّ تلك الاستخدامات تراجعت تدريجياً للسمّيّة. كان ذلك الاستخدام شائعاً ضمن الطبقات الأرستقراطية الأوروبية؛ وكذلك في اليابان أيضاً، والتي شاع فيها تقليد غيشا في تبييض الوجوه حتّى القرن العشرين، إذ كانت الوجوه البيضاء للنساء في ذلك العصر دلالةً على أنوثة المرأة اليابانية.

### العصر الحديث
بعد اكتشاف العالم الجديد أنتج المستوطنون الأوروبيون عنصر الرصاص؛ وتعود أقدم السجلّات التي تشير إلى إنتاجهِ في تلك المرحلة إلى سنة 1621 في مستعمرة فرجينيا البريطانية، وذلك بعد أربع عشر سنةٍ من تأسيسها. أمّا في أستراليا فقد كان أوّل منجم افتُتِح هناك للرصاص في سنة 1841.

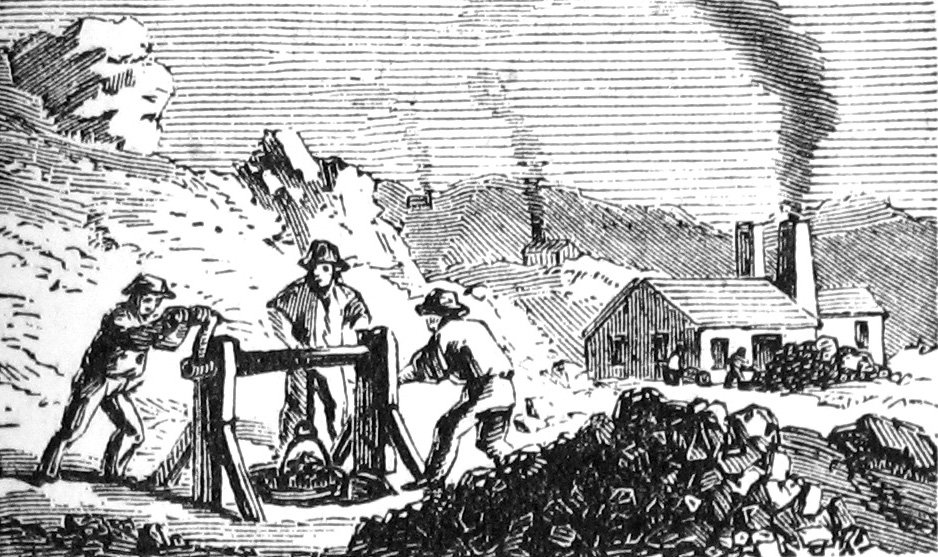
تعدين الرصاص في منطقة حوض المسيسبي سنة 1865

ساعدت الثورة الصناعية على زيادة إنتاج الرصاص في أوروبا والولايات المتّحدة، إذ كان من أهمّ الفلزّات اللاحديدية المعروفة حينئذ. كانت بريطانيا رائدةً في ذلك المجال بادئ الأمر، ثمّ تراجعت مع نضوب مناجمها مع مرور الوقت؛ ومع بداية القرن العشرين أضحت الولايات المتّحدة الرائدة في الإنتاج العالمي للرصاص، كما بدأت دول أخرى غير أوروبية بالظهور على ساحة الإنتاج العالمي مثل كندا والمكسيك وأستراليا. كان الرصاص مطلوباً في ذلك الوقت بشكلٍ أساسيٍ للسباكة ولصنع الدهان؛ كما استخدم في صناعة الغرف والحجرات لتحضير حمض الكبريتيك. بالمقابل ازداد تعرّض الطبقة العاملة للتسمم بالرصاص، ممّا أدّى إلى ظهور مخاطره للعلن، الأمر الذي استدعى إجراء أبحاثٍ لدراسة تأثير الرصاص على الإنسان؛ وكان الطبيب ألفريد بارينغ غارود ممّن قاموا بذلك، والذي ربط بين ضحايا التسمّم بالرصاص ومهنتهم، فوجد أنّ نسبة الثلث منهم من السبّاكين والدهّانين.
مع تقدّم العلم وفهم آليات الإصابة بتسمّم الرصاص انتقل موضوع التعامل مع هذا الفلز من ردهات المخابر إلى قاعات البرلمان، إذ بدأت التشريعات التي تحدّ من التعامل بهِ بالظهور. وقد صدر أوّل قانونٌ لفرض رقابة على إنتاج الرصاص في المصانع في المملكة المتّحدة أواخر القرن التاسع عشر؛ كما جرى تعيين هيئةٍ طبّية لفحص العمال؛ ممّا أدّى في النهاية إلى انخفاض حوادث التسمّم بالرصاص بحوالي 25 ضعفا ما بين سنتي 1900 و1944. بالإضافة إلى ذلك فقد منعت معظم الدول الأوروبية دهانات الرصاص في الأماكن الداخلية المغلقة منذ سنة 1930. كانت إضافة رباعي إيثيل الرصاص إلى وقود السيارات لمنع خبط المحرك آخر وسيلة تعرض فيها الإنسان للتماسٍ المباشر مع الرصاص؛ إلّا أنّها تراجعت تدريجياً مع مرور الزمن، خاصّةً مع جهود عدّة ناشطين بيئيين مثل كلير باترسون؛ إلى أن منعت نهائياً في أوروبا والولايات المتّحدة أواخر القرن العشرين؛ بصدور تشريعاتٍ لمنع استعماله منذ عقد السبعينات للحدّ من تلوّث الهواء بالرصاص؛ مثل توجيه الحد من المواد الخطرة في أوروبا. جرّاءَ ذلك انخفض مستوى الرصاص في الدم وفق دراسات أجرتها مراكز مكافحة الأمراض واتقائها في الولايات المتّحدة من 77.8% أواخر سبعينات القرن العشرين إلى 2.2% في أوائل تسعينات ذلك القرن. وفي نهاية القرن العشرين كان المُنَتج الوحيد الحاوي على الرصاص والمستخدم بكثرة هو بطّارية الرصاص الحمضية؛ إلّا أنّها لا تمثّل خطراً مباشراً على صحّة الإنسان. وازداد إنتاج الرصاص في الصين بشكل مطّرد، إلى أن أصبحت في صدارة الإنتاج العالمي منذ بداية القرن الحادي والعشرين؛ إلّا أنّ الأمر لم يخلو من مشاكل صحّيّة هناك أيضاً.

## الأصل والوفرة
| العدد الذرّي | العنصر    | الكمّية النسبية |
| ----------- | --------- | -------------- |
| 42          | موليبدنوم | 0.798          |
| 46          | بالاديوم  | 0.440          |
| 50          | قصدير     | 1.146          |
| 78          | بلاتين    | 0.417          |
| 80          | زئبق      | 0.127          |
| 82          | رصاص      | 1              |
| 90          | ثوريوم    | 0.011          |
| 92          | يورانيوم  | 0.003          |

### في الكون
على الرغم من ارتفاع العدد الذرّي للرصاص إلّا أنّ وفرته في الكون تفوق أغلب العناصر ذات العدد الأكبر من 40؛ إذ تبلغ وفرته في النظام الشمسي نسبةً إلى عدد الجسيمات مقدار 0.121 جزء في البليون (ppb)، وهو مقدار أكثر بمرّتين ونصف من وفرة البلاتين، وأكثر بثمانِ مرّات من وفرة الزئبق، وأكثر بحوالي 17 مرّة من وفرة الذهب في الكون. على العموم فإنّ كمّيّة الرصاص في الكون بازديادٍ ضئيلٍ مستمرٍّ، لأنّ أغلب العناصر الأثقل منهُ تضمحلّ إليه تدريجياً؛ وتُقدّر نسبة ازدياد الرصاص في الكون منذ نشأته بحوالي 0.75%.
إنّ الرصاص الابتدائي، والمتكوّن من نظائر الرصاص 204 و206 و207 و208، كان قد تشكّل نتيجة عمليات التقاط نيوترون متكرّرة داخل النجوم؛ وهي تشمل كِلَا النوعين: العمليّات البطيئة والسريعة.

مخطّط يظهر الجزء الأخير من عمليات التقاط النيوترون السريعة من الزئبق إلى البولونيوم. حيث تمثّل الدوائر والخطوط الحمراء التقاط النيوترون، أمّا الأسهم الزرقاء فتمثّل اضمحلال بيتا، في حين أنّ الأسهم الخضراء تمثّل اضمحلال ألفا؛ ويمثّل التقاط الإلكترون بالأسهم ذات اللون السياني (الأخضر المزرق).

تفصل بين عمليات التقاط النيوترون البطئية سنوات أو عقود، ممّا يسمح للنوى الأقلّ استقراراً بأن تخضع لاضمحلال بيتا. يمكن أيضاً لعمليات التقاط النيوترون أن تحدث بشكلٍ بطيءٍ جدّاً، يستمرّ الالتقاط لملايين السنين، بحيث يستحصل بالنهاية من نواة ثاليوم مستقرّة على نظائر الرصاص المستقرّة. بالمقابل، فإنّ عمليات التقاط النيوترون السريعة تحدث بشكلٍ أسرع من اضمحلال النواة نفسها؛ وتكون مفضّلةَ الحدوث في الأوساط ذات الكثافة النيوترونية المرتفعة مثل المستعرّات العظمى أو مناطق اندماج النجوم النيوترونية؛ والتي يمكن أن يقدّر معدّل تدفّق النيوترونات فيها بحوالي 2210 نيوترون لكلّ سم2 كل ثانية. من جهةٍ أخرى، فإنّ كمّيّة الرصاص المتشكّلة عن طريق عمليّات التقاط النيوترون السريعة أقلّ من نظيرتها في العمليات البطيئة؛ إذ أنّها تميل لأن تتوقّف في الغالب عندما يصلُ عدد النيوترونات في النواة إلى 126؛ عند تلك النقطة تترتّب النيوترونات في أغلفة مكتملة في نواة الذرّة، ويصبح من الصعب طاقياً استيعاب كمّيّة أكبر.

### على الأرض
يصنّف الرصاص وفقاً لتصنيف غولدشميت عنصراً أليفاً لعناصر مجموعة الكالكوجين، بمعنى أنّه يُعثَر عليه بشكلٍ عامّ مع الكبريت. ومن النادر العثور عليه بصورته المعدنية على هيئة فلز طبيعي. تعدّ العديد من معادن الرصاص خفيفةً نسبياً، وعلى مدار تاريخ الأرض بقيت في طبقة القشرة الأرضية السطحية ولم تترسّب في باطن الأرض. لذا يعتبر الرصاص من العناصر المتقدّمة نسبياً من حيث وفرته الطبيعية في القشرة الأرضية بنسبة 14 جزء في المليون (ppm)؛ وهو العنصر الثامن والثلاثين من حيث غزارة وفرته في القشرة الأرضية.
أهم المعادن التي تقترن بالرصاص هو معدن الغالينا (PbS) والذي يوجد غالباً مع
خامات الزنك. ترتبط معظم معادن الرصاص الأخرى بالغالينا بطريقةٍ ما؛ فمعدن البولانغيرايت Pb5Sb4S11، هو كبريتيدٌ مختلَطٌ مشتقٌّ من الغالينا؛ أمّا أنغلزيت، PbSO4، فهو ناتجٌ عن أكسدة الغالينا؛ وسيروسيت أو خام الرصاص الأبيض، PbCO3، فهو ناتج عن تحلّل الغالينا. تعدّ معادن الزرنيخ والقصدير والأنتيموان (الإثمد) والفضّة والذهب ونحاس والبزموت شوائبَ شائعة في معادن الرصاص.
تتجاوز الموارد العالمية من الرصاص حوالي ملياري طنّ؛ وتوجد منه مخزونات كبيرة في أستراليا والصين وأيرلندا والمكسيك والبيرو والبرتغال وروسيا والولايات المتّحدة؛ وهذه الموارد الاحتياطية العالمية قابلة للاستخراج لأغراضٍ اقتصادية. بلغ مجموع الكمّيّات المستخرجة منه 88 مليون طن عام 2016 منها 35 مليون طن في أستراليا و17 مليون طن في الصين و6.4 مليون طن في روسيا.
لا تتجاوز التركيزات النموذجية من الرصاص 0.1 ميكروغرام/م3 في الجوّ؛ و100 ملغم/كغ في التربة؛ في حين أن تركيزه في في المياه العذبة ومياه البحر حوال 5 ميكروغرام/لتر 

## الاستخراج والإنتاج

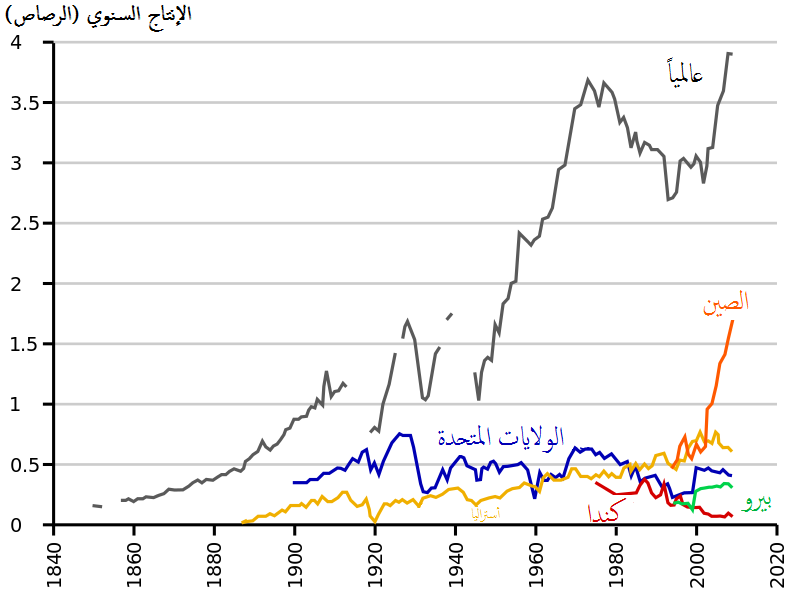
مخطّط يظهر الإنتاج العالمي من الرصاص منذ منتصف القرن التاسع عشر

إنّ الإنتاج العالمي من الرصاص (وفق بيانات سنة 2014) في ازدياد مستمرّ نتيجةً لاستخدامه بشكلٍ رئيسي في صناعة بطّاريات السيارات. وفق تقدير مخزون الفلزّات في المجتمع الصادر سنة 2010 عن لجنة المصادر العالمية التابعة لبرنامج الأمم المتّحدة للبيئة فإنّ المجموع الكلي لكمّيّات الرصاص المستخدمة أو المخزّنة أو المطروحة أو المبدّدة هي 8 كغ لكلّ نسمة وسطياً على نطاق العالم؛ مع أخذ الفروقات بين الدول المتطوّرة (20–150 كغ لكلّ نسمة) والدول النامية (1–4 كغ لكلّ نسمة).
عموماً يمكن تصنيف استخراج الرصاص حسب مصدر الحصول عليه إلى استخراج أوّلي من الخامات في القشرة الأرضية؛ وإلى استخراج ثانوي من تدوير الخردة. استُخرج سنة 2014 مقدار 4.58 مليون طنّ من الرصاص من مصادرَ أوّلية، مقابل 5.64 مليون طنّ من مصادر ثانوية؛ وكانت حينها الصين وأستراليا والولايات المتحدة هي الدول في صدارة الإنتاج العالمي بتعدين الرصاص، في حين أنّ الصين والولايات المتّحدة والهند هي التي كانت في صدارة الدول بتدوير الرصاص. إنّ عمليات إنتاج الرصاص الأوّلية والثانوية متشابهة؛ وتلجأ بعض منشآت تعدين الرصاص إلى مواءمة خطوط إنتاجها بحيث يمكن معالجة خردة الرصاص في عملياتها، خاصّةً أنّه في أغلب الأحيان وعند تطبيق تقنيات مناسبة يكون من الصعب التمييز بين الرصاص الناتج عن التعدين والرصاص الناتج عن التدوير. تحتاج بعض مصادر الرصاص الثانوية إلى عمليّات تنقية، وعندما لا تقتضي الحاجة لإعادة معالجة رصاص الخردة تنخفض التكاليف إلى أكثر من النصف، وخاصّةً عند المقارنة بالاحتياجات الطاقيّة اللازمة للعمليّات في أسلوب التعدين.

### عمليات التعدين
| البلد            | الناتج (آلاف الأطنان) |
| ---------------- | --------------------- |
| الصين            | 2,400                 |
| أستراليا         | 500                   |
| الولايات المتحدة | 335                   |
| بيرو             | 310                   |
| المكسيك          | 250                   |
| روسيا            | 225                   |
| الهند            | 135                   |
| بوليفيا          | 80                    |
| السويد           | 76                    |
| تركيا            | 75                    |
| إيران            | 41                    |
| كازاخستان        | 41                    |
| بولندا           | 40                    |
| جنوب أفريقيا     | 40                    |
| كوريا الشمالية   | 35                    |
| أيرلندا          | 33                    |
| مقدونيا          | 33                    |
| دول أخرى         | 170                   |

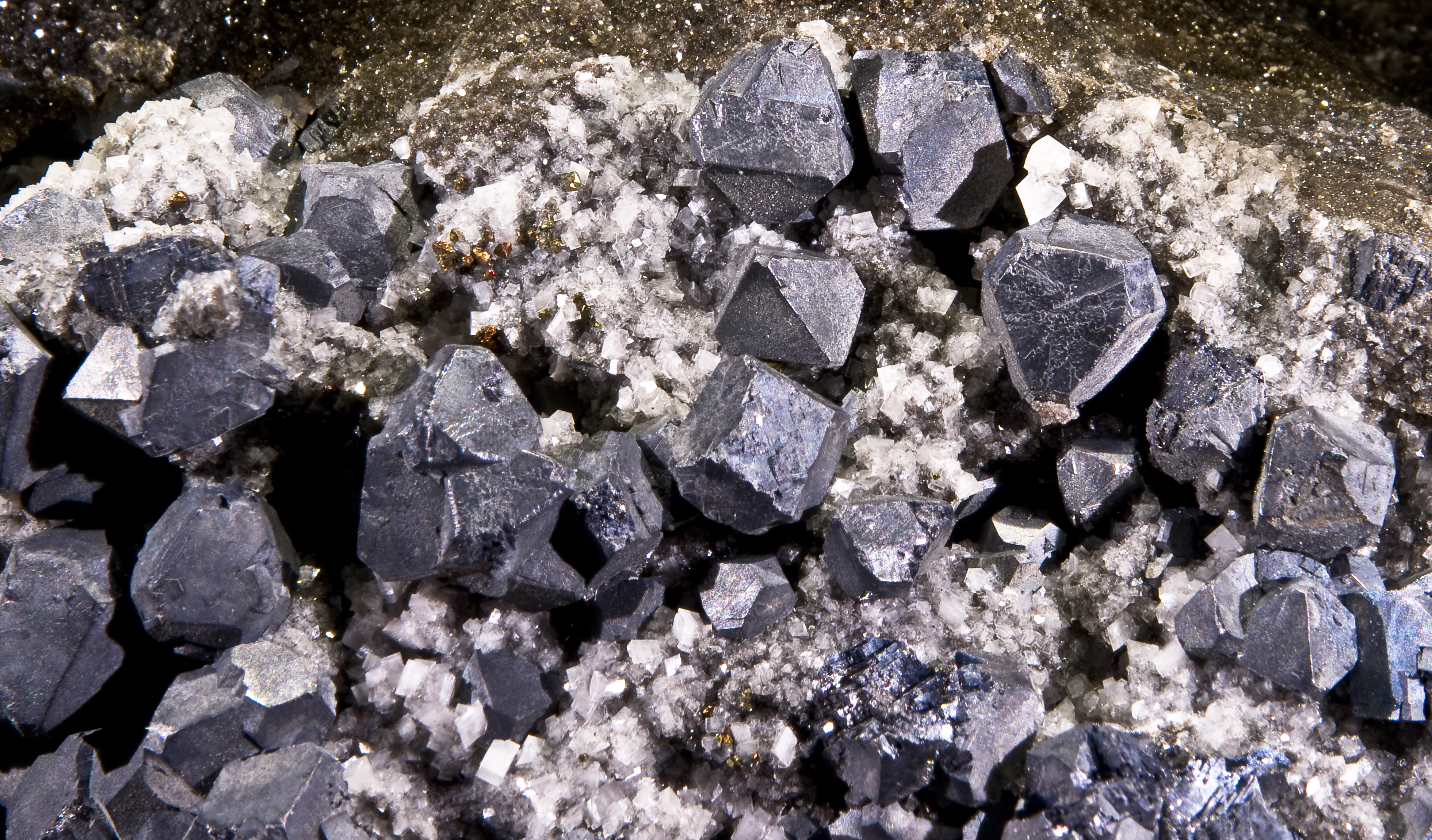
معدن الغالينا من أكثر الخامات أهمّيّةً لاستخراج الرصاص.

من أكثر الخامات أهمّيّةً في تعدين الرصاص هو معدن غالينا، والذي غالباً ما يوجد على شكل معدن مرافق مع كبريتيدات الفلزّات الأخرى. إنّ معظم خامات الرصاص تحوي على نسبٍ قليلةٍ من الفلزّ، إذ أنّ أغناها به هي التي تحوي نمطياً على نسبة تتراوح بين 3–8%، ولذلك ينبغي إجراء عمليّات تركيز من أجل الاستخلاص.  في الخطوات الأولى من عمليّة التعدين تُسحَق الخامات وتُطحَن ثمّ تُفصَل وفق الكثافة وتُعوَّم ثمّ تُجفَّف. يحوي المركّز الناتج على نسبةٍ تصل في بعض الأحيان إلى 80% (نمطياً بين 50-60%) من الرصاص،  والذي يخضع إلى معالجة لاحقة للحصول على الرصاص (غير النقيّ)، وهناك أسلوبان رئيسيان لإجرائها؛ الأوّل منهما يعتمد على عملية ثنائية المرحلة تتضمّن عمليّة تحميص للمُركَّز الناتج في فرن صناعيّ، ثمّ استخراج للفلز في فرن لافح بعمليّة اختزال؛ أو بإجراء عمليّة مباشرة يتمّ فيها استخراج الرصاص من المُركَّز في فرن واحد؛ والعمليّة الأخيرة هي الأكثر شيوعاً.
العمليّة ثنائية المرحلة
تُجرَى أوّلاً عمليّة تحميص للمُرَكَّز الكبريتيدي لدرجات حرارة تفوق 1000 °س في الهواء وبوجود كمّيّة كافية من الأكسجين لأكسدة كبريتيد الرصاص الثنائي إلى أكسيد الرصاص الثنائي وثنائي أكسيد الكبريت:
{\displaystyle \mathrm {2\ PbS\ +\ 3\ O_{2}\ \longrightarrow \ 2\ PbO\ +\ 2\ SO_{2}} \ \ \Delta H_{\mathrm {r} }^{0}=-836\ \mathrm {kJ\cdot mol} ^{-1}}
يمكن أن يُستخدَم غاز SO2 في تحضير حمض الكبريتيك؛ أمّا أكسيد الرصاص فيكون على شكل مصهور. بما أنّ المُرَكَّز الكبريتيدي ليس نقياً، لذلك تعطي عمليّة التحميص مزيجاً من أكاسيد وكبريتات وسيليكات لفلزّ الرصاص ولفلزّات أخرى موجودة في الخامة. يلي ذلك إجراء عمليّة اختزال بفحم الكوك إلى الرصاص (غير النقيّ) بتفاعل من مرحلتين.
{\displaystyle \mathrm {PbO\ +\ C\ \longrightarrow \ Pb\ +\ CO} \ \ \Delta H_{\mathrm {r} }^{0}=+107\ \mathrm {kJ\cdot mol} ^{-1}}
{\displaystyle \mathrm {PbO\ +\ CO\ \longrightarrow \ Pb\ +\ CO_{2}} \ \ \Delta H_{\mathrm {r} }^{0}=-66\ \mathrm {kJ\cdot mol} ^{-1}}
في حال كانت الخامة الأوّلية غنيّة بالرصاص يمكن أن تُجرَى العمليّة السابقة بخطوة واحدة، وذلك بإجراء عمليّة تحميص غير كامل للخامة الكبريتيدية؛ ثمّ في مرحلةٍ لاحقة يُسخَّن مزيج أكسيد وكبريتيد الرصاص بوجود الهواء ممّا يسهم في اختزال القسم المتبقّي من PbS دون الحاجة إلى إضافة فحم الكوك:
{\displaystyle \mathrm {2\ PbS\ +\ 3\ O_{2}\ \longrightarrow \ 2\ PbO\ +\ 2\ SO_{2}} }
{\displaystyle \mathrm {PbS\ +\ 2\ PbO\ \longrightarrow \ 3\ Pb\ +\ SO_{2}} }
العمليّة المباشرة
في هذه العمليّة يُستحصَل على صَبّات الرصاص وعلى الخَبَث الناتج من العمليّات بشكلٍ مباشرٍ من مُرَكّز الرصاص. يُصهَر الرصاص في البداية في فرن ويُؤكسَد بواسطة تيّار من الأكسجين مشكّلاً أحادي أكسيد الرصاص؛ وبعد إضافة مسحوق فحم الكوك يُختزَل الأكسيد إلى فلزّ الرصاص وسط الخبث المتشكّل من الشوائب المرافقة.
إذا كانت المادّة الأوّلية غنيّة المحتوى يمكن الحصول منها على مردود يصل إلى 80% على شكل صَبّات من فلزّ الرصاص، وتكون نسبة 20% المتبقيّة غنيّة بأكسيد الرصاص. أمّا إذا كانت المادّة الأوّلية فقيرة المحتوى، فيمكن أكسدة كلّ الرصاص إلى خبث مرتفع المحتوى، والذي يُختزَل لاحقاً إلى فلزّ الرصاص؛

### عمليّات التدوير
عادةً ما يتمّ تجاوز مرحلة الصهر في عمليّة تدوير الرصاص، ولا تُطبَّق إلّا عندما يكون الرصاص قد تأكسد بشكلٍ واضح. بشكلٍ مشابه لعمليّات التعدين يُعالَج الرصاص في أفرانٍ مناسبة، والتي تعطي ناتجاً من الرصاص متفاوتاً في نسبة الشوائب وذلك حسب نوع الفرن؛ إذ أنّ الفرن اللافح يعطي رصاصاً قاسياً (يحوي على 10% إثمد)، في حين أنّ القَمينَ الدَوّار يعطي رصاصاً شبهَ طريٍّ (يحوي على 3-4% إثمد).
يمكن أن يُستحصَل على الرصاص المُدوّر من بطّاريات السيارات كما هو الحال في عملية إساسميلت ISASMELT، والتي تعالِج عجينةَ الرصاص الحاوية على أكاسيد الرصاص حرارياً في قمين بعد إزالة الكبريتات بالقلوي للحصول على فلزّ الرصاص، والذي يكون غير نقيٍّ لاحتوائه على شوائب من الإثمد. يمكن إجراء عمليّة تنقية لاحقة للرصاص، ولكن ذلك يعتمد على الكلفة وعلى درجة النقاوة المطلوبة وعلى نوع الشوائب الموجودة. من المصادر الثانوية الأخرى للرصاص بالإضافة إلى البطاريات كلّ من الصفائح والأنابيب والكبلات المستخدمة في بعض الإنشاءات.

### التنقية
غالباً ما تكون الشوائب الموجودة هي من فلزّات الزرنيخ والإثمد والبزموت والزنك والنحاس والفضّة والذهب؛ والتي عادةً ما تزال بسلسلةٍ من المعالجات والعمليات الحرارية. يُعالَج المصهور في فرن عاكس مع الهواء والبخار والكبريت بوجود نترات الصوديوم/كربونات الصوديوم ممّا يؤكسد الشوائب عدا الذهب والفضة والبزموت. تزال تلك الشوائب المتأكسدة بقشطها على هيئة كدارة طافية على السطح؛ في حين أنّ شوائب النحاس والزنك تزال بالانفصال الحبيبي؛ أمّا الشوائب الثمينة من الفضّة والذهب فتزال وتستعاد وفق عملية باركس، التي تتضمّن إضافة الزنك إلى مصهور الرصاص لاستحصالهما، إذ أنّ الزنك لا يمتزج مع الرصاص، ممّا يُسهِّل من فصله على هيئة محلول جامد. بعد ذلك، وللتخلّص من البزموت الموجود في الرصاص تُجرى عملية بترتون-كرول، التي تتضمّن المعالجة بالكالسيوم والمغنسيوم، ثمّ المعالجة الحرارية اللاحقة للتخلّص من خبث البزموت.
يمكن أن تُجرى عملية التنقية بأسلوبٍ آخر مغاير للمعالجات الحرارية اعتماداً على أسلوب كهركيميائي لمصهور الرصاص بواسطة عملية بيتس. في تلك العمليّة يُغمَس مصعد من الرصاص المشوب ومهبط من الرصاص النقيّ في كهرل من سداسي فلوروسيليكات الرصاص PbSiF6؛ وعند تطبيق فرق الجهد الكهربائي المناسب ينحلّ الرصاص الموجود على المصعد، ويترسّب على المهبط تاركاً أغلب الشوائب في المحلول. يَعيبُ تلك العمليّة كلفتها المرتفعة، بسبب الحاجة إلى تطبيق جهد زائد في حوض التنقية؛ ولذلك لا تستخدم إلّا في تنقيّة صبّات الرصاص الحاوية على نسبٍ مرتفعة من الشوائب.

## النظائر
للرصاص الطبيعي أربعة نظائر مستقرّة لها الكتل الذرّية التالية: 204 و206 و207 و208؛ بالإضافة إلى آثار من خمس نظائر مشعّة قصيرة عمر النصف. تتوزّع الوفرة الطبيعية لنظائر الرصاص المستقرّة بين 52.4% للنظير رصاص-208 208Pb وحوالي 22.1% للنظير رصاص-207 207Pb وحوالي 24.1% للنظير رصاص-206 206Pb، في حين يوجد النظير رصاص-204 204Pb بنسبة 1.4%.
يتوافق العدد الكبير من نظائر الرصاص مع حقيقة كون العدد الذرّي للرصاص زوجياً؛ إذ أنّ العدد الزوجي من الجسيمات دون الذرّية في النواة يرفع من استقرارها. يتميّز الرصاص بأنّ له عدد سحري من البروتونات (82)، ووفقاً لذلك فإنّ النواة تكون مستقرّة بشكل كبير حسب نظرية نموذج الغلاف النووي. علاوةً على ذلك، فإنّ للرصاص-208 126 نيوتروناً، وهو عدد سحري آخر، وذلك يفسّر لِمَ لنظير الرصاص-208 استقرارية فوق العادة.
مع ارتفاع عدده الذرّي يكون الرصاص أثقل عنصر كيميائي تكون نظائره الطبيعية مستقرّة، إذ أنّ الرصاص-208 هو أثقل نظير مستقر (أصبح هذا الأمر حقيقةً بعد اكتشاف أنّ النظير الابتدائي البزموت-209 له نشاط إشعاعي.). يمكن لنظائر الرصاص الأربع المستقرّة أن تضمحّل نظرياً بنشاط إشعاعي عبر اضمحلال ألفا إلى نظائر الزئبق مع تَحرّر كمّيّة من الطاقة، إلّا أنّ ذلك لم يلاحظ على الإطلاق، وجرى تقدير عمر النصف لها بحوالي 1035 إلى 10189 سنة،  وهو ما يفوق العمر الحالي للكون.
توجد ثلاثة من نظائر الرصاص المستقرّة في ثلاث من سلاسل الاضمحلال الرئيسية؛ إذ أنّ الرصاص-206 والرصاص-207 والرصاص-208 هي المنتجات النهائية لاضمحلال اليورانيوم-238 (سلسلة اليروانيوم) واليورانيوم-235 (سلسلة الأكتينيوم) والثوريوم-232 (سلسلة الثوريوم) على الترتيب. يعتمد تركيز نظائر الرصاص المذكورة في عيّنات الصخور الطبيعية بشكل كبير على وجود نظائر اليورانيوم والثوريوم؛ فعلى سبيل المثال يمكن أن تتراوح الوفرة النسبية لنظير الرصاص-208 من 52% في العيّنات العادية إلى 90% في خامات الثوريوم، ولذلك السبب فإنّ الوزن الذرّي القياسي يعطى بدرجة عشريّة واحدة فقط. مع مرور الزمن تزداد نسبة الرصاص-206 والرصاص-207 إلى الرصاص-204، وذلك لأنّ النظيرين الأوّلَين يوجدان في سلسلة اضمحلال العناصر المشعّة، في حين أنّ الأخيرَ ليس كذلك؛ ممّا يسمح في النهاية بتحديد العمر الجيولوجي للعيّنات باستخدام أسلوب تأريخ بنظائر رصاص-رصاص على سبيل المثال. من جهة أخرى، فإنّ اضمحلال اليورانيوم إلى الرصاص يمكّن من إجراء تأريخ بنظائر يورانيوم-رصاص.

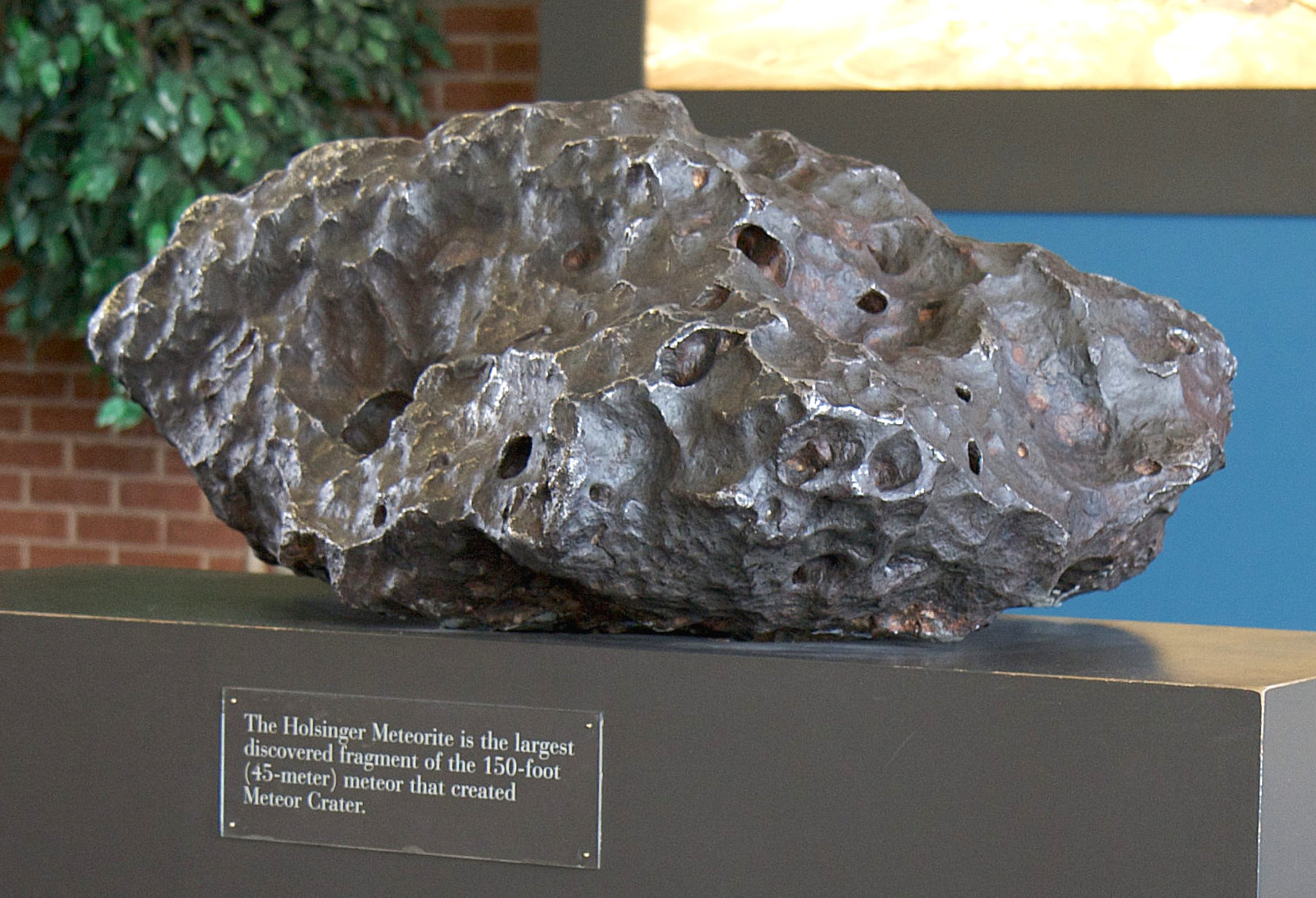
قطعة كبيرة من حجر نيزكي عُثِر عليها في محيط فوهة بارينجر. ساهمت الدراسات التأريخية بواسطة دراسة نسبة النظائر (يورانيوم-رصاص ورصاص-رصاص) بتقدير عمر كوكب الأرض.

يتميّز النظير رصاص-207 بأنّ له رنين مغناطيسي نووي، وتلك خاصّية تساعد في دراسة مركّباته في المحاليل والحالة الصلبة، وفي جسم الإنسان أيضاً.
يوجد للرصاص نظائر نظائر مشعّة نادرة توجد بكمّيّات نزرة. من بين تلك النظائر هناك الرصاص-210، والذي يبلغ عمر النصف له 22.3 سنة؛ ولكن على الرغم من ذلك يوجد في الطبيعة إذ ينتج من سلسلة اضمحلال طويلة تبدأ من اليورانيوم-238. كما أنّ النظائر الرصاص-211 والرصاص-212 والرصاص-214 تنتج أيضاً في سلسلة اضمحلال اليورانيوم والثوريوم ولذلك توجد طبيعياً. يُحصَل على نسب ضئيلة من الرصاص-209 من الاضمحلال العنقودي نادر الحدوث للراديوم-223، وهو بدوره ناتج اضمحلال لليورانيوم-235؛ وكذلك أيضاً من سلسلة اضمحلال النبتونيوم-237، والذي يُستحصَل من عمليّة التقاط نيوترون في خامات اليورانيوم. تُستخدَم نظائر الرصاص المشعّة في عمليّات التأريخ، فيفيد قياس نسبة الرصاص-210 إلى الرصاص-206 مثلاً في معرفة عمر العيّنات.
إجمالياً فهناك حوالي 43 نظير مشع مصطنع للرصاص تتراوح كتلها الذرية بين 178–220. الرصاص-205 أكثر نظائر الرصاص المشعّة استقراراً، فعمر النصف له 1.5×107 سنة؛ يليه الرصاص-202 بعمر نصف مقداره 53 ألف سنة، وذلك بشكل أطول من أيّ نظير مشعّ طبيعي نزر للرصاص.

## الخواص الفيزيائية

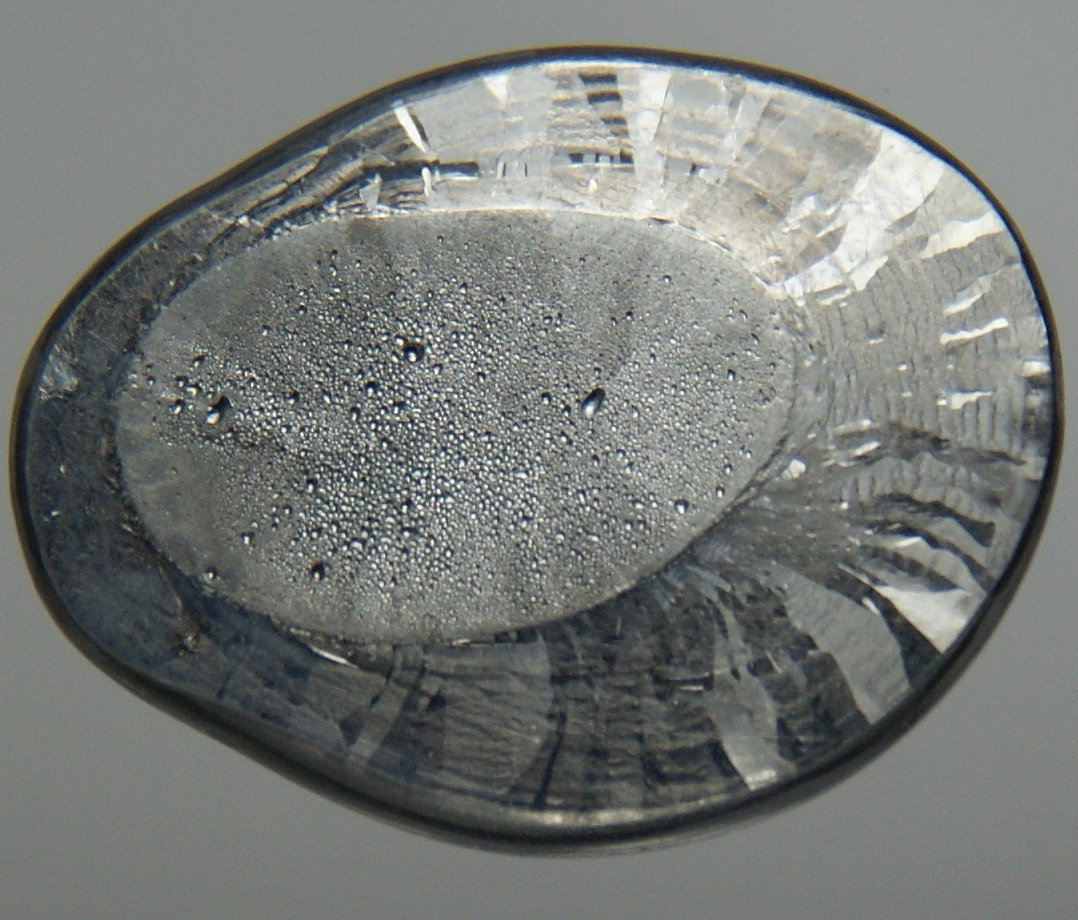
عيّنة من فلزّ رصاص متصلّب من مصهوره.

يوجد الرصاص النقيّ في الحالة القياسية من الضغط ودرجة الحرارة على شكل فلزٍّ صلبٍ ذي لون فضّي برّاق مائل قليلاً إلى الزرقة؛ وهو من الفلزّات غير النبيلة، إذ عند التماس مع الهواء الرطب يفقد الرصاص بريقه ويصبح ذي مظهر باهت، وتعتمد صبغة اللون على الشروط المحيطة؛ وهو يترك خدشاً ذي لون رمادي مزرق على الورق؛ وكان يستعمل فيما مضى للكتابة ومن ذلك أتت تسمية قلم رصاص، والمستخدمة للآن رغم أنّ المادّة المستخدمة حالياً هي من الغرافيت. تبلغ قيمة كمون القطب الكهربائي للرصاص −0.13 فولت؛ وهو فلز ذي مغناطيسية معاكسة وهو قابل للسحب والطرق، وله مقاومة للتآكل بسبب خاصّية التخميل.
الرصاص من الفلزّات الثقيلة، إذ يتميّز بأنّه ذي كثافة مرتفعة، والتي تعود إلى البنية المتراصّة وفق النظام البلّوري المكعّب مركزيّ الوجوه، بالإضافة إلى الوزن الذرّي المرتفع. تبلغ كثافة الرصاص مقدار 11.34 غ/سم3 وهي بذلك أكبر من كثافة الفلزّات الشائعة مثل الحديد (7.87 غ/سم3) والنحاس (8.93 غ/سم3) والزنك (7.14 غ/سم3). هناك بعض الفلزّات النادرة ذات كثافة أعلى من الرصاص من ضمنها التنغستن والذهب (كلاهما ذي كثافة 19.3 غ/سم3) وكذلك الأوزميوم أكثر الفلزّات المعروفة كثافةً بمقدار (22.59 غ/سم3)، وهي قيمة تبلغ حوالي ضعف كثافة الرصاص. تبلغ قيمة ثابت الشبكة في البنبة البلّورية المكعّبة للرصاص مقدار 0.4950 نانومتر (4.95 أنغستروم)؛ مع وجود 4 وحدات صيغة في كلّ وحدة خليّة.

البنية البلّورية المكعّبة للرصاص (a=495 pm).

الرصاص النقيّ فلزّ طريّ، إذ تبلغ صلادته وفق مقياس موس 1.5، بحيث يمكن خدشه بظفر اليد. تبلغ قيمة معامل الحجم للرصاص (وهي مقياس مدى قدرة المادّة على الانضغاط) 45.8 غيغاباسكال (GPa)؛ وللمقارنة فإنّ قيمتها بالنسبة للألومنيوم تبلغ 75.2 غيغاباسكال وللنحاس 137.8 غيغاباسكال، في حين أنّها للفولاذ الكربوني 160–169 غيغاباسكال. تعدّ قيمة مقاومة الشدّ للرصاص منخفضة نسبياً (تتراوح بين 12–17 ميغاباسكال)، وهي أقلّ بستّ مرات من قيمتها للألومنيوم، وبعشر مرّات من النحاس، وبحوالي 15 مرّة من الفولاذ الكربوني. يمكن على العموم رفع قيمتها بالنسبة للرصاص عند إضافة كمّيّات صغيرة من النحاس أو الإثمد.
تبلغ نقطة انصهار الرصاص 327.5 °س، وهي منخفضة نسبياً بالمقارنة مع باقي الفلزّات؛ أمّا نقطة الغليان فتبلغ 1749 °س  وقيمتها هي الأخفض من بين عناصر مجموعة الكربون. للرصاص مقاومية كهربائية 192 نانوأوم-متر، وهي بذلك أكبر بحوالي قيمة أسّيّة من قيمة مقاومية الفلزّات الصناعية المعروفة (النحاس: 15.43 والذهب 20.51 والألومنيوم 24.15).)؛ بالتالي فللرصاص موصلية كهربائية أقلّ من الفلزّات المذكورة، فقيمتها عند الرصاص 4.8 · 106 سيمنز/متر، في حين أنّها للفضّة 62 · 106 S/m على سبيل المثال. الرصاص موصل فائق عند درجات حرارة أدنى من 7.19 كلفن، وهي بذلك أعلى نقطة حرجة من بين الموصلات الفائقة من النمط الأول، وثالث أعلى قيمة من بين الموصلات الفائقة العنصرية.

## الخواص الكيميائية

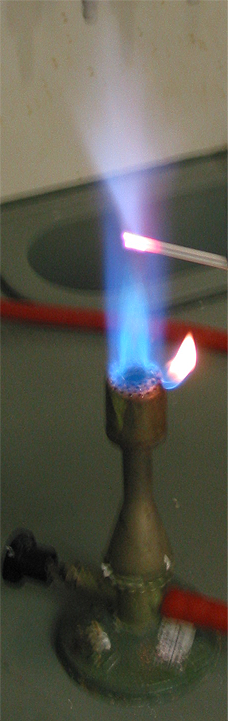
يعطي اختبار اللهب للرصاص لون أزرق باهت.

تحوي ذرّة الرصاص على 82 إلكتروناً موزّعة على التشكيل التالي:Xe]4f145d106s26p2]. إنّ مجموع طاقتي التأيّن الأولى والثانية للرصاص مقارب في قيمته من القيمة المقابلة للقصدير، وهو العنصر الذي يعلو الرصاص في مجموعة الكربون، وهو أمرٌ غير اعتيادي، إذ أنّ طاقات التأيّن عادةً ما تتناقص نزولاً في مجموعات الجدول الدوري. يعود ذلك التقارب في قيم طاقات التأيّن بين عنصري القصدير والرصاص إلى ظاهرة الانكماش اللانثانيدي، وهو تناقص في قيمة نصف القطر الذرّي في دورة اللانثانيدات (من عنصر اللانثانوم ذي العدد الذري 57 إلى عنصر اللوتيشيوم ذي العدد الذري 71)، ومع وجود نصف قطر ذرّي صغير نسبياً من عنصر الهافنيوم (72) إلى نهاية الدورة)؛ وذلك بسبب الحجب الضعيف على نوى تلك العناصر من الإلكترونات 4f. تبدو تلك الظاهرة بشكل أوضح عند جمع طاقات التأيّن الأربع الأولى للعنصرين، حيث إنّ مجموعها أعلى في الرصاص من نظيره في القصدير. يمكن تفسير تلك الظاهرة وفق مبادئ كيمياء الكم النسبية؛ مثل مبدأ تأثير الزوج الخامل، إذ أن الإلكترونات 6s في الرصاص صعبة التأيّن ولا تساهم في الترابط الكيميائي، وهذا السبب الذي يجعل المسافة بين ذرّات الرصاص في الشبكة البلورية كبيرة نسبياً.
يكون لمجانسات الرصاص الخفيفة في مجموعة الكربون متآصلات مستقرّة أو شبه مستقرّة يكون لبعضها بنية الألماس المكعّبة ذات رابطة تساهمية رباعية السطوح، وذلك لأنّ مستويات الطاقة في المدارات الذرّية s وp متقاربة بشكل يسمح تهجينها إلى مدارات sp3؛ في حين أنّ تأثير الزوج الخامل في الرصاص يزيد المسافة بين المدارات s وp بحيث لا يمكن التغلّب على تلك الفجوة الطاقية. بالمقابل فإنّ الرصاص فلزّ، وذلك يتوافق مع ازدياد الخواص الفلزّية للعناصر نزولاً في مجموعات الجدول الدوري؛ ولذلك فإنّ ذرّات الرصاص تترابط فيما بينها برابطة فلزّية تساهم فيها الإلكترونات p فقط غير المتمركزة والمتشارَكة بين أيونات الرصاص الثنائي 2+Pb؛ ووفقاً لذلك فإنّ البنية البلّورية للرصاص تكون حسب نظام مكعّب مركزيّ الوجوه، وذلك بشكل مماثل للعناصر ثنائية التكافؤ القريبة في قياس الذرّة، مثل الكالسيوم والسترونتيوم.
يتأكسد الرصاص عند تعرّضه للهواء الرطب ويشكّل طبقة واقية ذات تركيب متفاوت تجمع بين أكاسيد الرصاص ومركّبات أخرى، من بينها كربونات الرصاص الثنائي (الإسفيداج)، والذي يعدّ أحد المكوّنات الشائعة لها؛ كما يمكن لكبريتات أو كلوريد الرصاص الثنائي أن تكون داخلةً في تركيب تلك الطبقة، وخاصّةً في التجهيزات المدنية أو البحرية. تجعل تلك الطبقة من الرصاص خاملاً في الهواء؛ وبالمقابل فإنّ مسحوق الرصاص الناعم يشتعل تلقائياً، وذلك بلهب أزرق باهت.
يتفاعل الفلور مع الرصاص عند درجة حرارة الغرفة مشكّلاً فلوريد الرصاص الثنائي؛ في حين أنّ التفاعل مع الكلور يتطلّب تسخيناً، إذ أنّ دخول الكلوريد في تركيب الطبقة على الرصاص يقلّل من تفاعليته. يتفاعل مصهور الرصاص مع الكالكوجينات (عناصر مجموعة الأكسجين) ليعطي كالكوجينيدات الرصاص الثنائي.
يستطيع الرصاص الفلزّي مقاومة أثرَ حَمضَي الكبريتيك والفوسفوريك، ولكن ليس في حالة حمض النتريك، لأنّ ملح نترات الرصاص قابل للانحلال؛ إذ تعتمد نتيجة مقاومة الرصاص للانحلال في الحموض على عدم الانحلالية وعلى التخميل اللاحق للملح الناتج. بالمقابل، تستطيع المحاليل القلويّة المركّزة أن تذيب الرصاص مشكّلةً بذلك أملاح الرصاصيت.

### المركّبات الكيميائية
للرصاص حالَتا أكسدة رئيسيتان، وهما +2 و+4؛ ويعود ذلك إلى تأثير الزوج الخامل؛ والذي يبرز بشكل واضح عند وجود فرق كبير في الكهرسلبية بين الرصاص وبين أنيونات الأكسيد أو الهاليد أو النتريد مسبّباً وجودَ شحنةٍ كهربائية جزئية موجبة ظاهرة على الرصاص. هناك فرق كبير نسبياً بين كهرسلبية الرصاص الثنائي (قيمتها 1.87) والرصاص الرباعي (قيمتها 2.33). في حالة الفرق الكبير في الكهرسلبية يؤدّي تأثير الزوج الخامل إلى حدوث انكماش أكبر لمدار 6s في الرصاص أكثر ممّا هو الحال في مدار 6p؛ ممّا يجعل مساهمة الإلكترونات في المدار 6s غير مفضّلاً، ولذلك تكون السمة السائدة في مركّبات الرصاص الأيونية أنّها ثنائية التكافؤ. بالمقابل، فإنّ تأثير الزوج الخامل أقلّ تطبيقاً في مركّبات الرصاص التساهمية، حيث يتشارك الرصاص بالرابطة مع عناصر مقاربة في الكهرسلبية مثل الكربون في مركّبات الرصاص العضوية، والتي تكون فيها المدارات 6s و6p متقاربة، ممّا يتيح حدوث تهجين مداري على النمط sp3؛ إذ أنّ الرصاص كما الكربون يكون رباعي التكافؤ في تلك المركّبات. يمكن للرصاص أن يشكّل سلسلة من ذرّات الرصاص المترابطة مع بعضها تساهمياً، وتلك خاصّيّة يتشارك بها مع مجانساته الأخفّ في مجموعة الكربون؛ إلّا أنّ مدى طول السلسلة أقصر بكثير مما تفعله باقي تلك العناصر، وذلك لأنّ طاقة الرابطة Pb–Pb أصغر بأكثر بثلاث مرّات من طاقة الرابطة C–C. يمكن أن يصل طول سلسلة الرصاص إلى ثلاث ذرّات كحدّ أقصى.

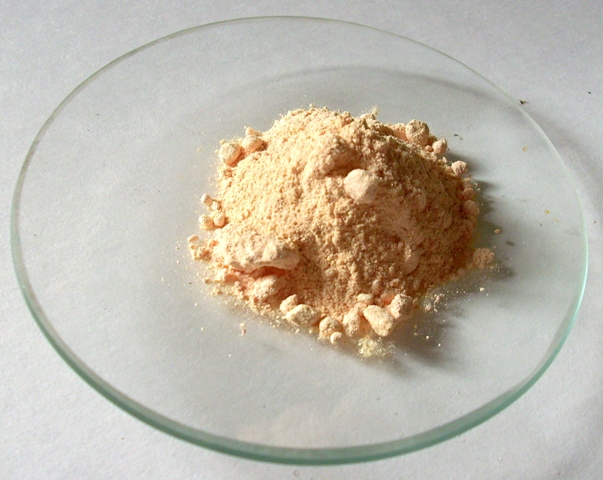
أكسيد الرصاص الثنائي.

#### اللاعضوية
الرصاص الثنائي
إنّ مركّبات الرصاص الثنائي هي السائدة في الكيمياء اللاعضوية لهذا العنصر؛ إذ أنّه حتى المؤكسدات القويّة مثل الفلور أو الكلور تتفاعل مع الرصاص لتعطي فقط هاليدات الرصاص الثنائي الموافقة PbF2 وPbCl2. عادةً ما تكون أيونات الرصاص الثنائي عديمة اللون في محاليلها،  وهي ليست ذات صفة اختزالية مثلما هو الحال مع أيونات القصدير الثنائي؛ وهي تتحلمه جزئياً لتشكّل (+Pb(OH، ثمّ لاحقاً لتعطي في النهاية 4+[Pb4(OH)4] (والذي تشكّل فيه أيونات الهيدروكسيل ربيطات جسرية.)
يوجد أكسيد الرصاص الثنائي (أو أحادي أكسيد الرصاص) في الحالة الطبيعية على شكلين مختلفين؛ الأوّل يدعى «مرتك» (أو المرداسنج) وهو الشكل ألفا α-PbO من الأكسيد وهو ذو لون أحمر؛ أمّا الثاني فهو الشكل بيتّا β-PbO ويدعى «ماسيكوت» (أو الإسفيداج المكلس) وهو ذو لون أصفر. يعدّ الشكل ألفا (مرتك) الأكثر شيوعاً، إذ أنّ الشكل بيتّا (الماسيكوت) مستقرّ عند درجات حرارة تفوق 488 °س.
لا يمكن عمليّاً الحصول على ملح هيدروكسيد الرصاص الثنائي Pb(OH)2؛ إذ يؤدّي رفع pH محاليل أملاح الرصاص الثنائي إلى حدوث تفاعل حلمهة؛ ويترسّب جرّاءَ ذلك ملح كربونات الرصاص القاعدية 2PbCO3·Pb(OH)2، والمعروف باسم «أبيض الرصاص». أمّا كربونات الرصاص الثنائي (الإسفيداج) PbCO3 فهو مركّب معروف، ويدخل في تركيب الطبقة الواقية على الرصاص.
يشكّل الرصاص الثنائي مختلف أملاح الكالكوجينيد حتى الثقيلة منها؛ فمركّب كبريتيد الرصاص الثنائي PbS معروف، وهو من أشباه الموصلات وله ناقلية ضوئية، ويستخدم في تركيب مكاشيف الأشعّة تحت الحمراء الحسّاسة، ويوجد طبيعياً على شكل معدن غالينا؛ أمّا سيلينيد الرصاص PbSe وتيلوريد الرصاص PbTe فلها ناقلية ضوئية أيضاً، وتتميّز أنّها ذات درجات لونية فاتحة بخلاف العادة.

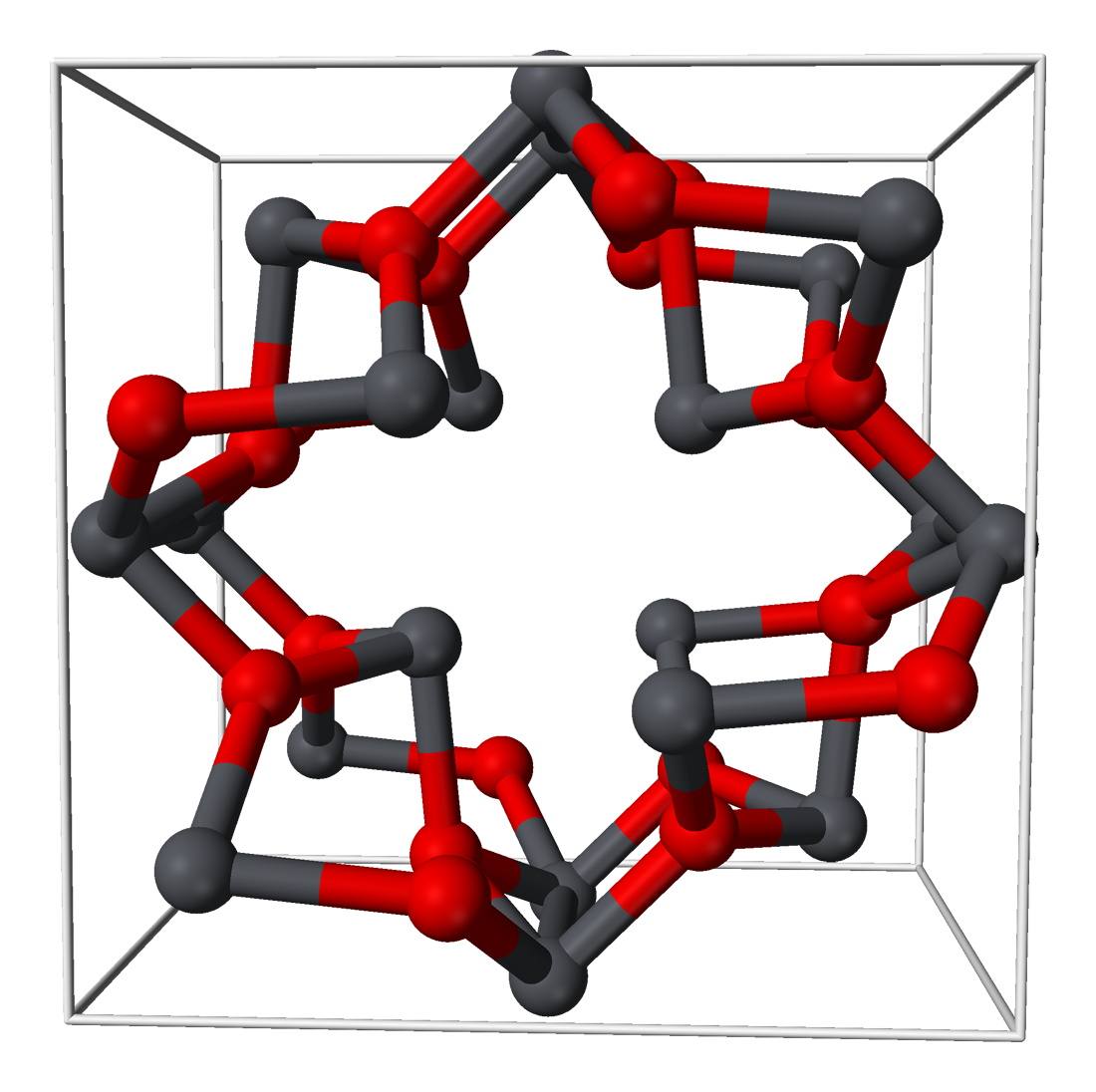
الرصاص والأكسجين في وحدة خليّة أكسيد الرصاص الثنائي والرباعي.

إنّ هاليدات الرصاص الثنائي هي مركّبات معروفة ومدروسة الخواص، وهي تشمل أملاح الفلوريد PbF2 (والذي كان من أوّل المركّبات الأيونية التي اكتشفت فيها خواص الناقلية الأيونية من مايكل فاراداي سنة 1834.) والكلوريد PbCl2 والبروميد PbBr2 واليوديد PbI2؛ وحتّى ملح الأستاتيد، بالإضافة إلى المركّبات بين الهالوجينية مثل مركّب PbFCl الذي يستخدم في إحدى طرق التحليل الوزني للفلور. تتفكّك هاليدات الرصاص الثنائي عند التعرّض للأشعّة فوق البنفسجية، وخاصّةً ثنائي يوديد الرصاص. للرصاص الثنائي قدرة جيّدة على تشكيل العديد من المعقّدات التناسقية مع أملاح الهاليدات مثل PbCl4]−2]
و PbCl6]−4]. كذلك فإنّ مركّبات الهاليدات الزائفة للرصاص الثنائي معروفة، ومنها ملح الثيوسيانات Pb(SCN)2 على سبيل المثال.
إنّ كبريتات الرصاص الثنائي PbSO4 غير منحلّة في الماء، مثلما هو الحال مع كبريتات كاتيونات الفلزّات الثقيلة ثنائية التكافؤ؛ بالمقابل فإنّ أملاح النترات Pb(NO3)2 ذات انحلالية جيّدة في الماء، ولذلك فإنّها تستخدم مخبرياً في تحضير مركّبات الرصاص الأخرى.
من بين المركّبات الأخرى المعروفة للرصاص الثنائي كلّ من أملاح الفوسفات Pb3(PO4)2 والزرنيخات Pb3(AsO4)2 والزرنيخات الهيدروجينية PbHAsO4 والكرومات PbCrO4 والسيليكات PbSiO3 وسداسي فلورو السيليكات [Pb[SiF6 والبيركلورات Pb(ClO4)2 والسيلينات PbSeO4 والتيتانات PbTiO3 والتنغستات PbWO4 وكذلك الأزيد Pb(N3)2 بالإضافة إلى الأملاح المزدوجة مثل تيتانات زركونات الرصاص وغيرها.
الرصاص الرباعي
من النادر وجود مركّبات لاعضوية للرصاص الرباعي، وهي تتشكّل فقط في أوساط المحاليل المؤكسدة القويّة، ولا توجد على شكل مركّبات صلبة في الشروط القياسية. يمكن لأكسيد الرصاص الثنائي أن يتأكسد بشكل أكبر ممّا هو عليه، ولكن إلى أكسيد الرصاص الثنائي والرباعي 2PbO·PbO2 والذي يمكن كتابة صيغته على الشكل Pb3O4؛ وله لون أحمر فاقع، ويسمّى أحمر الرصاص. أمّا أكسيد الرصاص الرباعي PbO2 فهو ذو لون أسود؛ وهو مؤكسد قويّ، إذ بإمكانه أن يؤكسد الكلوريد في حمض الهيدروكلوريك إلى غاز الكلور، وذلك لأنّ رباعي كلوريد الرصاص المفترض تشكّله غير مستقرّ، ويتفكّك تلقائياً إلى ثنائي كلوريد الرصاص PbCl2 وغاز الكلورCl2. بشكلٍ مشابه لأكسيد الرصاص الثنائي الذي يشكّل أملاح الرصاصيت فإنّ أكسيد الرصاص الرباعي يشكّل أملاح الرصاصات، وذلك عند المعالجة بالقلويات.
من مركّبات الرصاص الرباعي اللاعضوية المستحصلة كلّ من كبريتيد الرصاص الرباعي (ثنائي كبريتيد الرصاص) PbS2،  وسيلينيد الرصاص الرباعي (ثنائي سيلينيد الرصاص)PbSe2، المستقرّان عند ضغوط مرتفعة فقط. وهناك أيضاً فلوريد الرصاص الرباعي (رباعي فلوريد الرصاص) PbF4، وهو الهاليد الوحيد المستقرّ للرصاص الرباعي، رغم أنّه أقلّ استقراراً من ثنائي الفلوريد؛ أمّا باقي الهاليدات مثل كلوريد الرصاص الرباعي (رباعي كلوريد الرصاص) PbCl4 فهي غير مستقرّة وتتفكّك تلقائياً.
حالات أكسدة أخرى
يمكن الحصول على الرصاص الثلاثي (III) في بعض الحالات، وذلك في بعض معقّدات الرصاص العضوية التناسقية الضخمة، ولكنّها حالة غير مستقرّة، إذ توجد في العادة على شكل جذري وسرعان ما تتحوّل إلى إحدى حالتي الرصاص المستقرّة. ينطبق الأمر ذاته على حالة أكسدة الرصاص الأحادية (I) والتي توجد فقط في المعقّدات الجذرية.
يمكن الحصول على حالة أكسدة كسرية للرصاص في مزائجه الأكسدية فقط، فمثلاً يُستحصَل على الأكسيد الأحادي النصفي Pb2O3 عند ضغوط مرتفعة مع مزائج أكسيدية أخرى. كما يمكن في بعض الحالات الحصول على حالة أكسدة سالبة القيمة للرصاص، وذلك في مركّبات طور زنتل بين الفلزّية، مثل مركّب Ba2Pb الذي يكون فيه الرصاص نظرياً بحالة أكسدة -4؛ أو في بعض المعقّدات الأيونية العنقودية مثل 2−Pb5 التي لها بنية جزيئية هرمية مزدوجة ثلاثية، تكون فيها ذرّتا رصاص في حالة الأكسدة -1 والذرّات الثلاث المتبقية في حالة الأكسدة الصفرية الحرّة (0). في أمثال تلك الأنيونات تكون كلّ ذرّة متموضعة على رأس المضلّع وتساهم بإلكترونين لكل رابطة تساهمية على الضلعين المجاورين من مدارات sp3، أمّا الإلكترونين الآخرَين فيبقيان على شكل زوج غير رابط. يمكن الحصول على أمثال حالات الأكسدة السالبة للرصاص بالاختزال بواسطة الصوديوم في وسط من الأمونيا.

#### العضوية

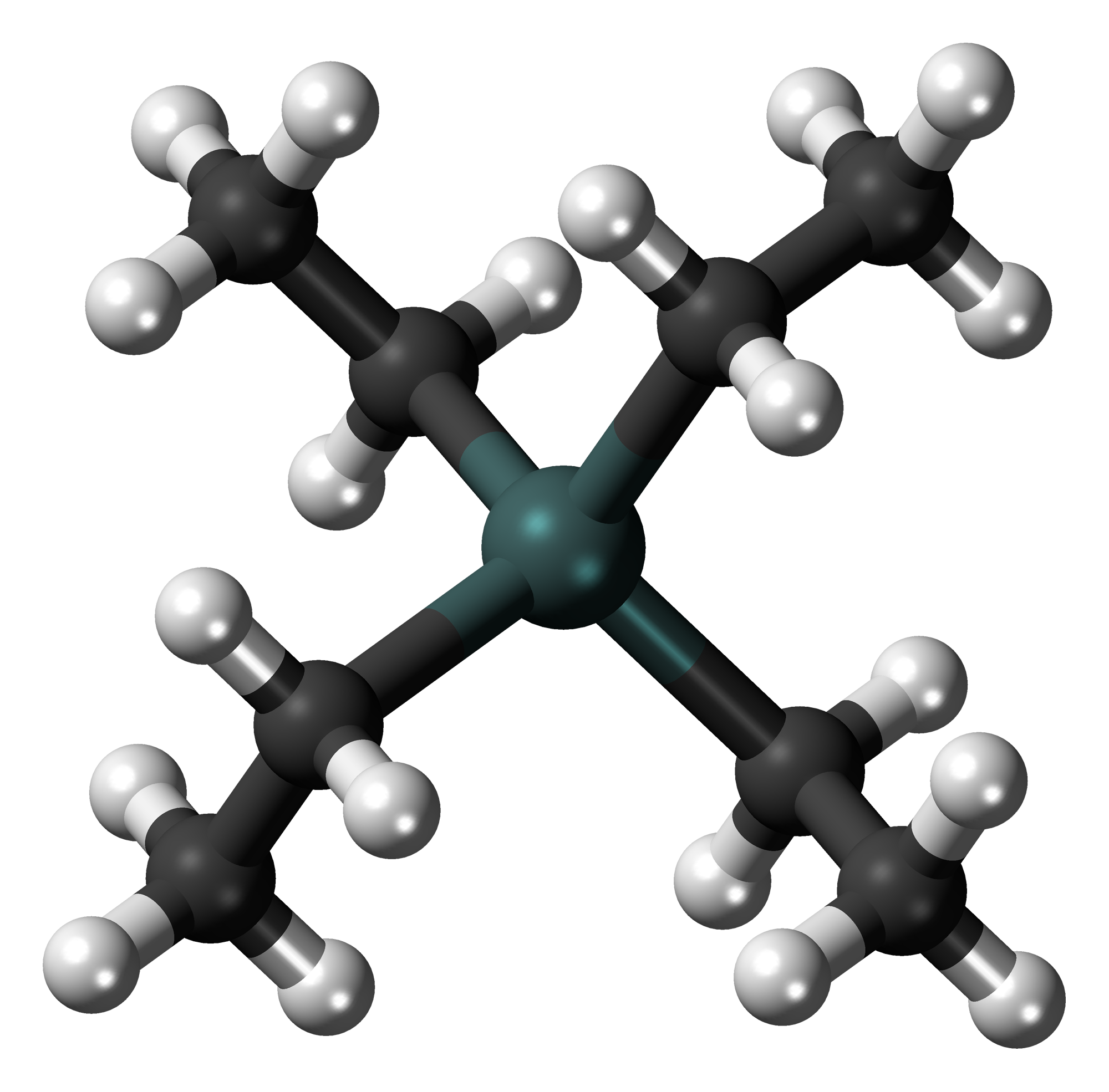
بنية جزيء رباعي إيثيل الرصاص:
كربون
هيدروجين
رصاص

يشكّل الرصاص مع الكربون مركّبات عضوية فلزّية، وهي ذات استقرار أقلّ من المركّبات العضوية الشائعة، وذلك بسبب ضعف الرابطة رصاص-كربون Pb–C؛ ممّا يجعل الكيمياء العضوية الفلزية للرصاص أقلّ أهمّيّة من نظيرتها في القصدير على سبيل المثال. في مركّباته العضوية يكون الرصاص غالباً بحالة الأكسدة العليا +4، رغم وجود بعض مركّبات الرصاص الثنائي العضوية؛ ومن أمثلتها: أسيتات الرصاص الثنائي Pb(C2H3O2)2 (الذي كان يعرف سابقاً باسم سكّر الرصاص) وبلمبوسين Pb(η5-C5H5)2.
تمتلك مركّبات الرصاص العضوية لذلك صفة مؤكسدة، كما هو الحال مع أسيتات الرصاص الرباعي وهو كاشف مهمّ للأكسدة في تفاعلات الاصطناع العضوي.
يستطيع الرصاص أن يناظر الكربون في تشكيله للميثان وذلك بمركّب البلومبان (رصاصان)، وهو رباعي هيدريد الرصاص PbH4، وهو غير مستقرّ ويمكن الحصول عليه نظرياً من مفاعلة الرصاص مع الهيدروجين بوجود حفّاز مناسب. بالمقابل، فإنّ من أشهر مركّبات الرصاص العضوية المستقرّة كلّ من رباعي ميثيل الرصاص Pb(CH3)4 ورباعي إيثيل الرصاص Pb(C2H5)4، والتي لا تتفكّك إلا عند تعريضها للحرارة، أو بتعريضها للأشعّة فوق البنفسجية؛ وكذلك مركّب رباعي فينيل الرصاص، الذي يتفكّك عند الدرجة 270 °س. يمكن تشكيل مركّبات الرصاص العضوية من مفاعلة الرصاص أولاً مع الصوديوم، ثم بالمفاعلة مع هاليدات الألكيل في وسط مناسب. وكان أكثرها تحضيراً مركّب رباعي إيثيل الرصاص، إذ كان يستخدم ضمن الإضافات لوقود السيارات قبل منعه لسمّيّته. أمّا باقي مركّبات الرصاص العضوية فهي غير مستقرّة؛ والكثير منها لا يمكن تحضيره بالمقارنة مع العناصر الأخرى.

### التحليل الكيميائي
يمكن الكشف عن الرصاص إمّا باستخدام الأساليب التقليدية أو بوسائل التحليل الآلي الحديثة.
الكشف عن الرصاص بالترسيب
يمكن الكشف عن أيونات الرصاص في المحاليل المائية بإجراء تفاعل ترسيب لأملاح الرصاص، ومن بين تفاعلات الكشف تلك تفاعل ترسيب الرصاص على شكل ملح يوديد الرصاص الثنائي أصفر اللون:
{\displaystyle \mathrm {Pb^{2+}\ +\ 2\ I^{-}\ \longrightarrow \ PbI_{2}\downarrow } }
يمكن أن يُجرَى التفاعل مع أملاح أخرى للرصاص، مثل ملح كبريتيد الرصاص الثنائي أسود اللون، أو ملح كرومات الرصاص أصفر اللون.
مطيافية الامتصاص الذري
تعدّ تقنية مطيافية الامتصاص الذري، إمّا عبر أنبوب الغرافيت أو الكوارتز، من أفضل الأساليب للكشف عن الكمّيّات النزرة القليلة من الرصاص؛ حيث يمكن أن يصل الحد الأدنى للكشف إلى 4.5 نانوغرام/مل. عادةً ما يُعالَج الرصاص مع بورهيدريد الصوديوم للحصول على هيدريد الرصاص الثنائي المتطاير، والذي يجمع في كويب مخبري ثم يُسخَّن كهربائياً إلى درجات حرارة تتجاوز 900 °س؛ وعندئذٍ تَتَذَرَّر العيّنة، ويمكن الكشف عن الرصاص حينها باستخدام مصباح المهبط المجوف، حيث يبدي الرصاص امتصاصية عند 283.3 نم. يمكن أن تُجرَى عمليّة التذرير باستخدام مزيج من شعلة مزيج من الهواء والأسيتيلين أو بلازما أشعّة الميكرويف.
مطيافية الانبعاث الذري
لإجراء التحاليل على عيّنات الرصاص باستخدام تقنية مطيافية الانبعاث الذري (AES) يتمّ في العادة استخدام البلازما، إمّا من بلازما أشعّة الميكروييف (MIP-AES) أو بلازما الآرغون المقترنة بالتحريض (ICP-AES). عادةً ما يتمّ الكشف عن الرصاص عند أطوال موجة 283.32 نم و405.78 نم. تكون مستويات حدّ الكشف في هذه التقنية منخفضة أيضاً؛ فعلى سبيل المثال جرى الكشف باستخدام MIP-AES عن أيونات ثلاثي ميثيل الرصاص +CH3)3Pb) بتراكيز دنيا وصلت إلى 0.19 بيكوغرام/غ؛ في حين أنّ استخدام أسلوب ICP-AES مكّن من تحليل آثار من الرصاص في مياه الشرب ذات تركيز مُتَدَنٍّ وصل إلى 15.3 نانوغرام/مل.
مطيافية الكتلة
يمكن استخدام التقنيات المختلفة في مطيافية الكتلة لتحليل آثار من الفلزّات باستخدام البلازما المقترنة بالتحريض مصدراً للأيونات، فعلى سبيل المثال يصل حدّ الكشف عن الرصاص في عيّنة بول إلى 4.2 بيكوغرام/غرام.
القياس الضوئي
تعدّ طريقة الديثيزون أكثر طرق الكشف عن الرصاص بواسطة القياس الضوئي شيوعاً. ديثيزون هو مركب عضوي عطري يستخدم ربيطةً ثنائية السن، ويشكّل مع أيونات الرصاص عند مجال pH يتراوح بين 9–11.5 معقّداً تناسقياً أحمر اللون له امتصاصية عند 520 نانومتر. من مشكلات هذا الأسلوب تداخل أيونات البزموت والثاليوم في التحليل، لذلك ينبغي ترسيبها أو استخلاصها أولاً.
القياس الفولتي
تستخدم تقنيات القياس الفولتي المختلفة في تحليل آثار الرصاص، وذلك بتراكيز دنيا من حدّ الكشف تصل إلى 50 بيكومول في اللتر.

## الأثر البيئي

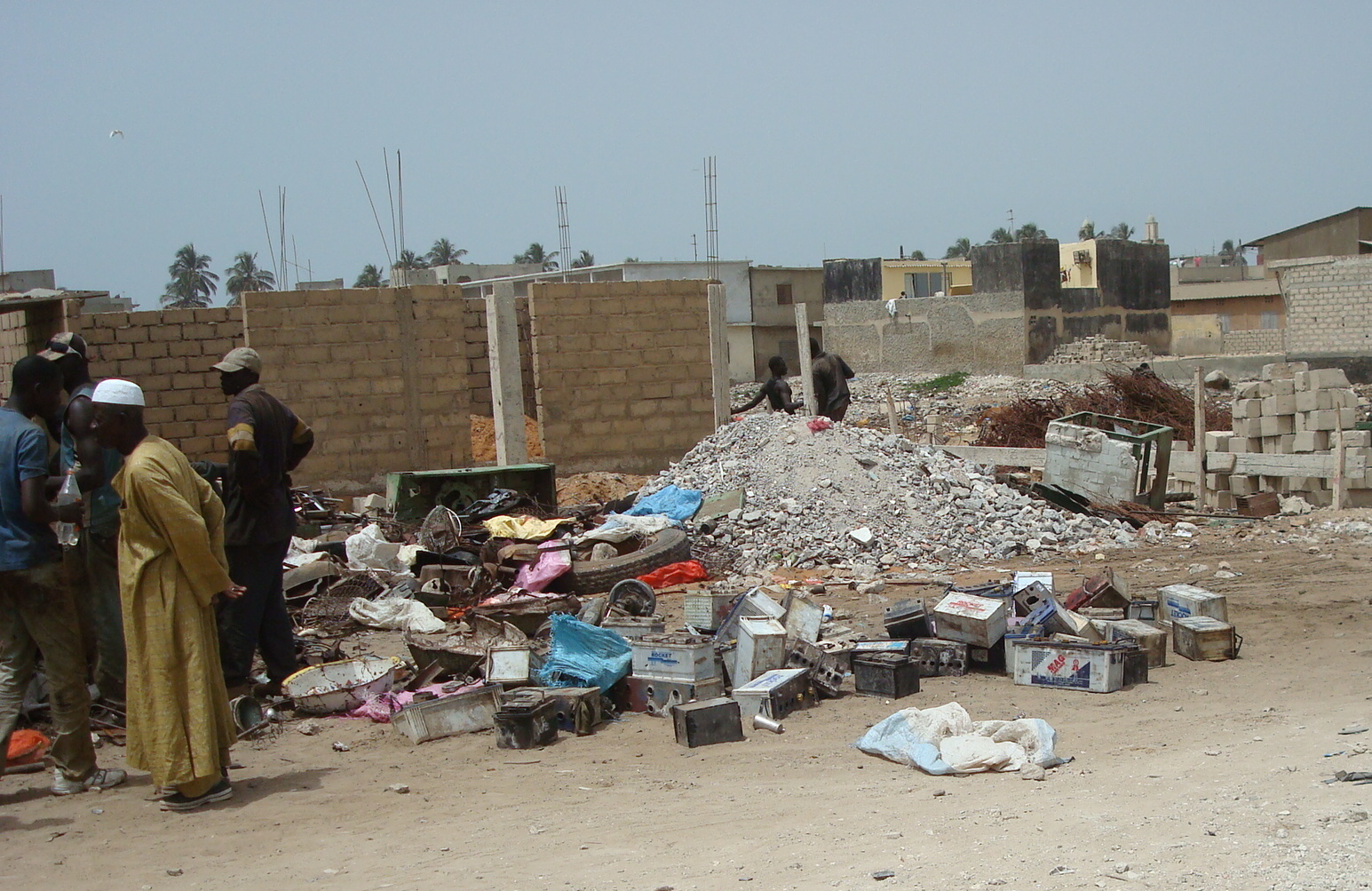
موقع لتجميع البطّاريات في داكار في السنغال، حيث توفّي 18 طفلاً على الأقلّ بسبب التسمّم بالرصاص عام 2008.

إنّ استخراج وإنتاج واستخدام الرصاص والتخلّص منه ومن منتجاته عملياتٌ تسبّبت بتلوّث التربة والمياه. وقد بلغت انبعاثات الرصاص إلى الجوّ ذروتَها أثناء الثورة الصناعية، وفترة استخدام البنزين المحتوي على الرصاص في النصف الثاني من القرن العشرين. تنتج انبعاثات الرصاص من مصادر طبيعية (أي تركيز الرصاص الطبيعي) والإنتاج الصناعي والحرق وإعادة التدوير وإعادة استخراج الرصاص المدفون سابقاً. ولا يزال تركيز الرصاص مرتفعاً في التربة والرواسب في المناطق الصناعية والحضرية؛ تتضمّن الانبعاثات الناتجة عن الصناعة حرق الفحم الحجري ، الذي لا يزال متّبعاً في العديد من مناطق العالم، تحديداً في الدول النامية.
يمكن أن يتراكم الرصاص في التربة، خاصّةً تلك ذات المحتوى العضوي المرتفع، حيث يتبقّى فيها لمئات بل آلاف السنين. ينافس الرصاص البيئي غيره من المعادن التي وجدت في أو على سطح النباتات، ما قد يمنع عملية التركيب الضوئي ويؤثّر سلباً على نموّ النبات وبقائه إن وجد بتركيزات عالية بما فيه الكفاية. يؤدّي تلوّث التربة والنباتات بالرصاص إلى دخوله السلسلة الغذائية، مما يؤثّر على الكائنات الحيّة الدقيقة والحيوانات.
إذا ابتُلع الرصاص من الحيوانات أو استُنشق أو امتصه الجلد، فإنه يسبّب سمّية في العديد من الأجهزة الحيوية، فيضرّ بالجهاز العصبي والكلى والتكاثر وتكوّن الدم وأنظمة القلب والأوعية الدموية 
يتأثّر السمك بالرصاص من المياه والرواسب ، وبالتالي فإنّ التراكم الحيوي في السلسلة الغذائية يشكّل خطراً على الأسماك والطيور والثدييات البحرية.
يشمل الرصاص الاصطناعي ذلك المستخدم في طلقات الأسلحة وغطّاسات الصيد. وهذان من بين أقوى مصادر التلوّث بالرصاص إلى جانب مواقع إنتاج الرصاص . تمّ حظر استخدام الرصاص في طلقات الأسلحة وغطّاسات الصيد في الولايات المتحدة عام 2017،  على الرغم من أنّ هذا الحظر استمرّ لمدّة شهر واحد فقط، كما يُدرس مثل هذا الحظر حالياً في الاتّحاد الأوروبي.
تتضمّن الطرق التحليلية المتّبعة لتقدير نسب الرصاص في البيئة استخدام قياس الضوء الطيفي وفلورية الأشعة السينية والمطيافية الذرية والكيمياء الكهربائية. ومن المقايسات الحيوية المهمّة للتسمّم بالرصاص فحص مستويات حمض أمينوليفولينيك في بلازما الدمّ والمصل والبول.

### القيود والمعالجة
حدث تحوّلٌ كبير في استخدام الرصاص بحلول منتصف ثمانينيات القرن الماضي. ففي الولايات المتحدة خفَّضَت اللوائح البيئية أو ألغت استخدام الرصاص في المنتجات غير المتعلّقة بالبطارية، بما في ذلك البنزين والدهانات وشبكات المياه. وأمكن استخدام أجهزة تحكّم الجسيمات في محطّات توليد الطاقة التي تعمل بالفحم من أجل التقاط انبعاثات الرصاص.

## الاستخدامات

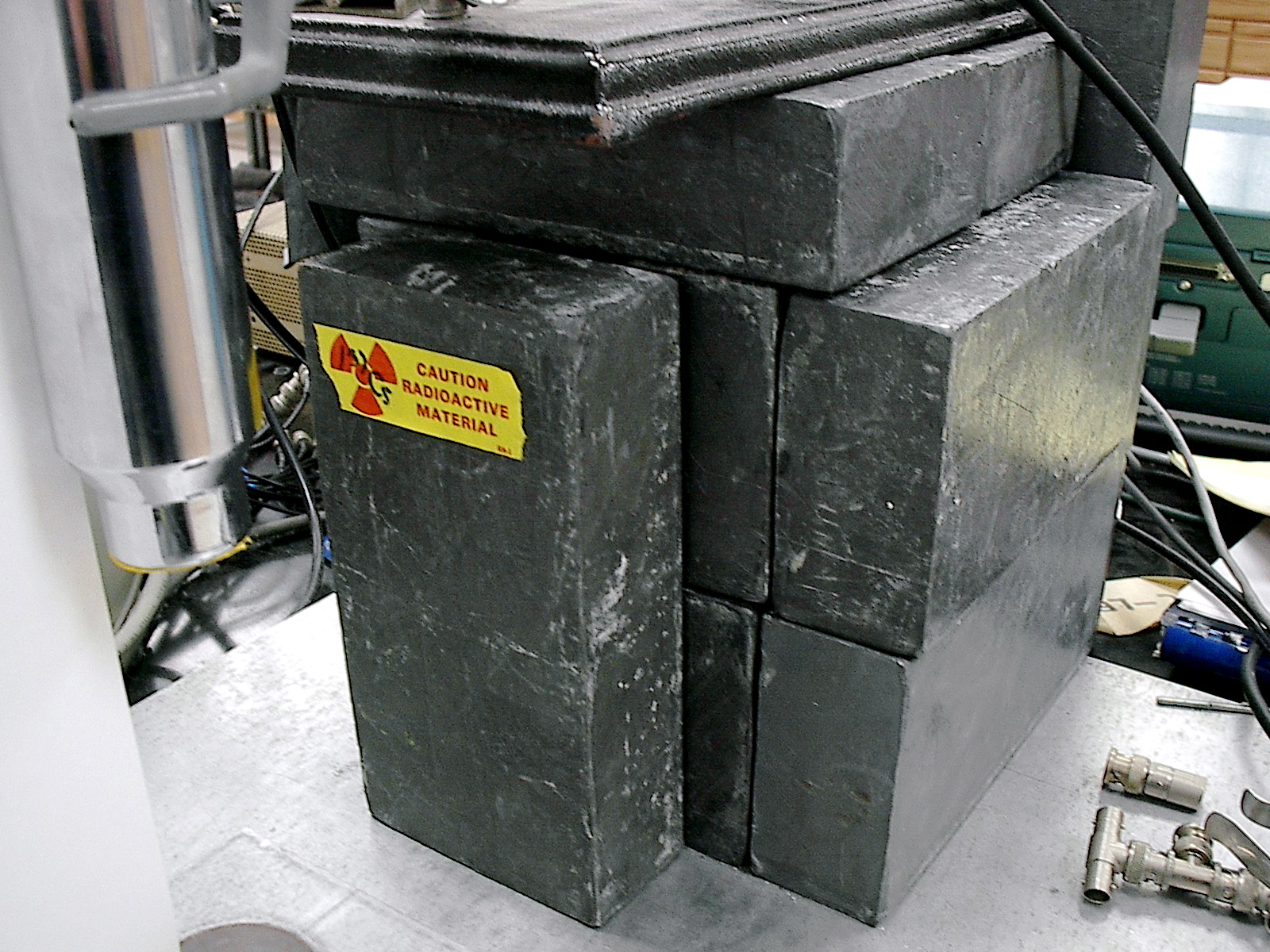
قطع طوب من الرصاص (مخلوط بالأنتيموان بنسبة 4%) مستخدمة كدرع واقٍ من الإشعاعات.

### الشكل الأوّلي العنصري
لمعدن الرصاص العديد من الخصائص الميكانيكية المفيدة، بما في ذلك الكثافة العالية، ونقطة الانصهار المنخفضة، والليونة، والخمول النسبي. تتفوّق العديد من المعادن على الرصاص في بعض هذه الخصائص، لكنّها أقلّ شيوعاً واستخراجها من خاماتها أكثر صعوبةً. ونظراً لسمّيّة الرصاص، فقد استبعد من بعض الصناعات والاستخدامات.
استخدم معدن الرصاص في تصنيع طلقات الأسلحة منذ اختراعها في العصور الوسطى. نظراً لكونه غير مكلف ونقطة انصهاره منخفضة، فقد كان من المفضّل استخدامه لصنع ذخائر الأسلحة الصغيرة وقذائف الطلقات النارية الصغيرة بطريقة الصبّ وبمعدّات تقنية بسيطة؛ وذلك نظراً لكون كثافته أعلى من كثافة بعض المعادن الأخرى الشائعة، الأمر الذي ساعد في الحفاظ على تسارع المقذوفات. أمّا اليوم، فلا يزال الرصاص المادّة الأساسية لصناعة طلقات الأسلحة، ويستخدم لخلطه مع معادن أخرى لتصليبها. أثيرت مخاوف من استخدام طلقات الرصاص في الصيد لمضارّها البيئية. لذا بدأت ولاية كاليفورنيا حظر استخدام طلقات الرصاص للصيد في تمّوز (يوليو) 2015.
يستخدم الرصاص في العديد من التطبيقات بفضل كثافته العالية ومقاومته للتآكل. فهو يستخدم في صناعة صابورة توازن القوارب الشراعية؛ إذ تتيح كثافته بالحدّ من مقاومة الماء، وبالتالي موازنة تأثير الرياح على الأشرعة.  كما يستخدم في التثقيل المتّبع في عمليات الغوص بجهاز التنفس المكتفي ذاتيا لمقاومة طفو الغطّاس.
عام 1993، تمّ تدعيم قاعدة برج بيزا المائل بحوالي 600 طنّ من الرصاص. وبسبب مقاومته للتآكل، يُستخدم الرصاص كغمدٍ وقائي للكابلات تحت الماء.

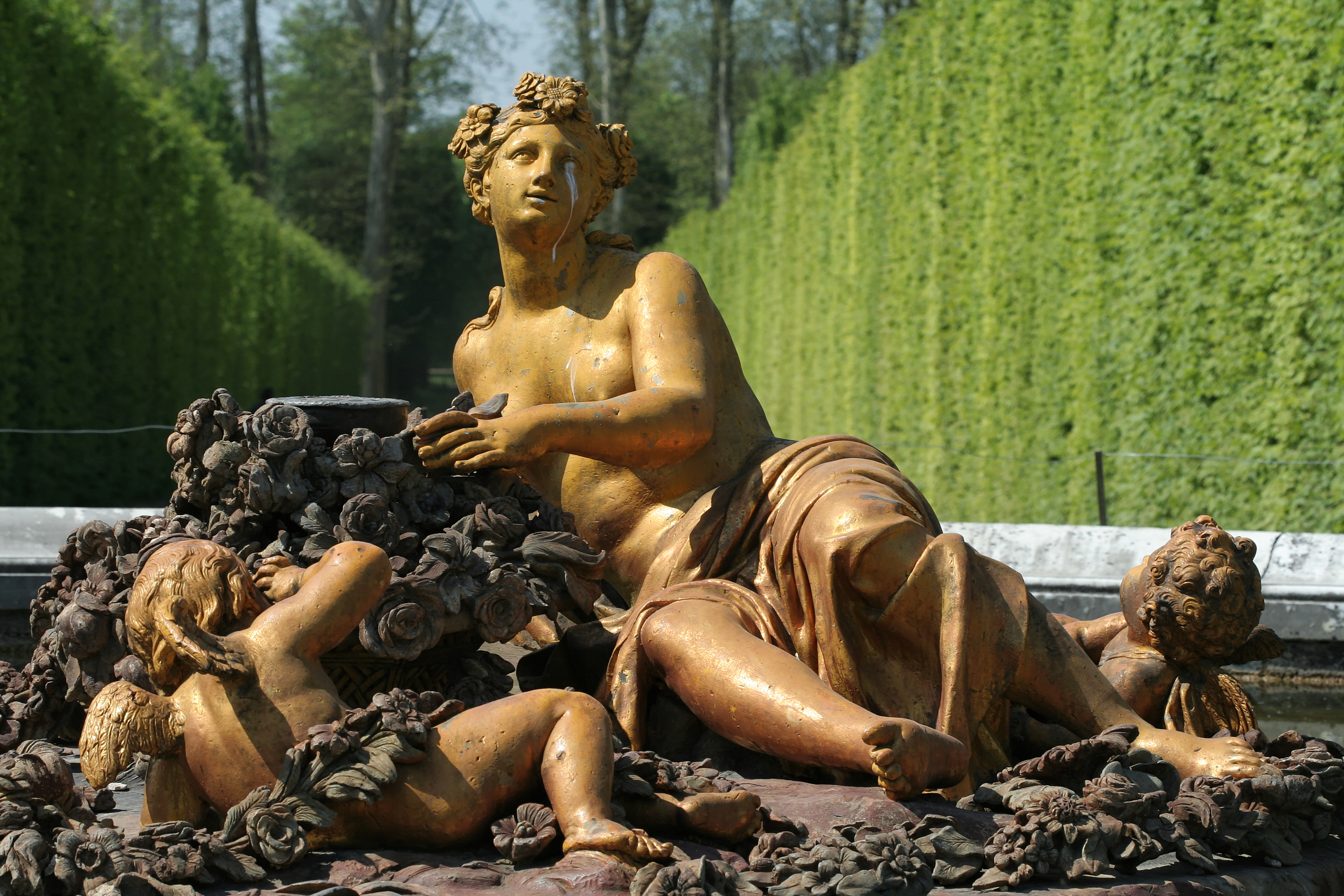
منحوتة من الرصاص المطلي بالذهب من القرن السابع عشر الميلادي

للرصاص استخدامات عديدة في صناعات البناء والتشييد؛ تستخدم صفائح الرصاص في الإنشاءات، وذلك في مواد تدعيم الأسقف، والتصفيح والحشوات المعدنية المانعة للتسرّب وفي صناعة المزاريب ووصلاتها وفي حواجز الأسقف. تستخدم قوالب الرصاص المفصّلة في قطع الزخرفة المستخدمة لإصلاح صفائح الرصاص. كما لا يزال مستخدماً لصناعة التماثيل والمنحوتات. بما في ذلك دعامات التماثيل. في الماضي، كان الرصاص يستخدم عادةً في موازنة الإطارات؛ لكن توقّف استخدامه لهذا الغرض لأسباب بيئية.
يضاف الرصاص إلى سبائك النحاس، كالنحاس الأصفر والبرونز، لتحسين إمكانية استخدامها في صناعة المياكن. ولكونه غير قابل للذوبان في النحاس عملياً، يشكّل الرصاص كريّات صلبة في السبيكة على هيئة حدٍّ حُبَيبيّ وهذا من عيوبه. في التركيزات المنخفضة وعند استخدامه مادةَ تشحيم، تعوق الكريّات تشكيل الرايش أثناء عمل السبائك، وبالتالي تستخدم سبائك الرصاص ذي التركيزات الأكبر في صناعة المحامل. يوفّر الرصاص خاصّية التشحيم، ودعم المحامل.
كثافة الرصاص العالية وعدده الذرّي وقابليته على التشكيل جعلت منه مادة أساسية لتصنيع الحواجز التي تمتصّ الصوت والاهتزازات والإشعاع. ليس للرصاص تردّدات صدى طبيعية؛ نتيجةً لذلك، تستخدم صفائح الرصاص في تركيب طبقات لتخفيت الأصوات في الجدران والأرضيات والأسقف في الاستديوهات الصوتية. تصنع أنابيب الأرغن من سبائك الرصاص عادةً وذلك بمزجها بكمّيّات مختلفة من القصدير للتحكّم في نغمة كلّ أنبوب.الرصاص مادّة مهمّة في صناعة الدروع الواقية من الإشعاعات المؤيّنة في الفيزياء النووية وغرف التصوير بالأشعّة السينية وذلك بسبب كثافته ومعامل امتصاصه المرتفع.
 يستخدم الرصاصُ المصهور مادّةَ تبريد في المفاعلات السريعة بتبريد الرصاص.
أكبر استخدامات الرصاص في أوائل القرن 21 هو «بطاريات الرصاص الحمضية». حيث توفّر التفاعلات في البطّارية بين الرصاص وثاني أكسيد الرصاص وحمض الكبريتيك مصدراً جيّداً للجهد الكهربائي. تمّ تركيب المكثّفات الفائقة التي تتضمّن بطاريات الرصاص الحمضية في تطبيقات تعتمد مقاييس الكيلووات والميغاوايت في أستراليا واليابان والولايات المتحدة لتنظيم التردّدات وتحويل الطاقة الشمسية وتطويع الرياح وتطبيقات أخرى. تتميّز هذه البطاريات بكثافة طاقة أقلّ وكفاءة أكبر في تفريغ الشحنات من بطاريات أيونات الليثيوم، لكنّها أرخص بكثير

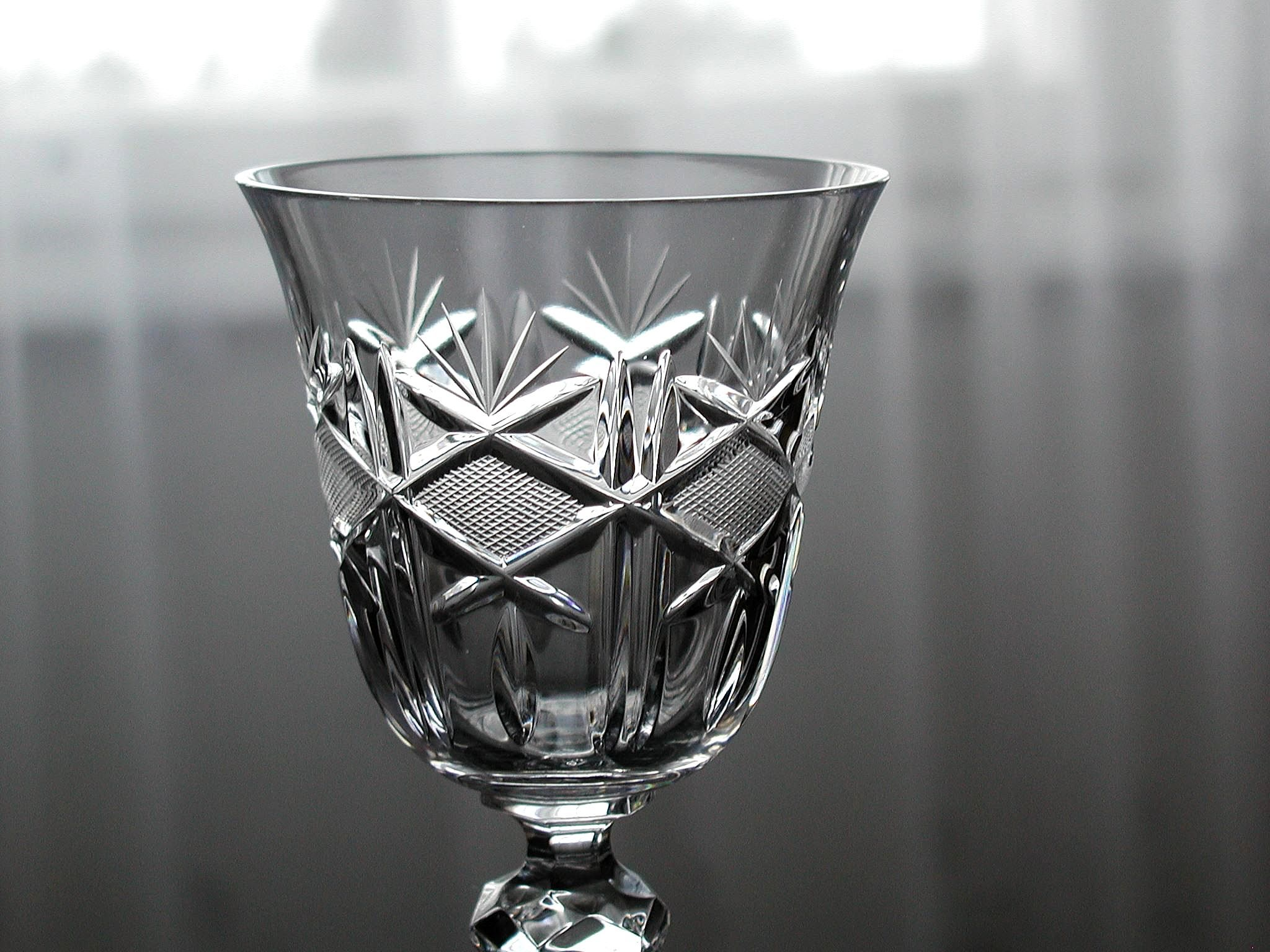
زجاج رصاصي

يستخدم الرصاص في كوابل الطاقة ذات الجهد العالي كمادّة تغليف لمنع انتشار المياه إلى العازل الكهربائي؛ إلّا أنّ استخدام الرصاص لهذا الغرض أصبح يتراجع تدريجياً. كمّا أنّ استخدامه في سبائك لحام القصدير المستخدمة في الإلكترونيات تراجع في بعض الدول، وذلك بهدف تقليل كمّيّة النفايات الضارّة بالبيئة. يعتبر الرصاص أحد ثلاثة معادن تستخدم في «اختبار أودي» المتّبع لفحص مواد المتاحف، التي تستخدم للكشف عن الأحماض العضوية والألدهيدات والغازات الحمضية.

### مركّباته
إضافةً لتطبيقات معدن الرصاص الرئيسية، تعتبر بطّاريات الرصاص الحمضي أكبر مستهلك لمركّبات الرصاص. إذ تستخدم تفاعلات التخزين وإلإطلاق مركّبات كبريتات الرصاص الثنائي وأكسيد الرصاص الرباعي:
(Pb(s) + PbO2(s) + 2H2SO4(aq) → 2PbSO4(s) + 2H2O(l
أمّا التطبيقات الأخرى لمركّبات الرصاص فمتخصّصة جدّاً وفي في طريقها للتلاشي. تستخدم عوامل التلوين التي يدخل الرصاص في تكوينها في تزجيج الخزف والزجاج، خاصّةً ظلال اللونين الأحمر والأصفر. 
تمّ التخلّص من الألوان التي يدخل الرصاص في تكوينها في أوروبا وأمريكا الشمالية، لكنّها لا تزال مستخدمةً في الدول الأقلّ تقدّماً مثل الصين  والهند  وإندونيسيا. 
تستخدم مركّبات رباعي أسيتيات الرصاص وثاني أكسيد الرصاص من العوامل المؤكسدة في الكيمياء العضوية. كما يستخدم الرصاص في طلاء الأسلاك الكهربائية مع كلوريد متعدد الفاينيل.
ويمكن استخدامه لمعالجة فتائل الشموع لضمان فترة احتراق أطول وأقوى. لكن وبسبب سمّيّته، يستخدم المصنّعون الأوروبيون والأمريكيون الشماليون الآن بدائل مثل الزنك. 
يحتوي الزجاج الرصاصي على 12-28% أكسيد الرصاص الثنائي، الذي يعمل على تغيير خصائصه البصرية ويقلّل من انتقال الإشعاع المؤيّن.
تستخدم أشباه الموصلات القائمة على الرصاص مثل تيلوريد وسيلينيد الرصاص المستخدمان في خلايا الألواح الضوئية وأجهزة استكشاف الأشعة تحت الحمراء.

## المخاطر
لا يوجد للرصاص دورٌ حيوي مؤكّد، ولا يوجد مستوى أمان مؤكّد للتعرّض للرصاص. خَلُصت دراسةٌ أجريت عام 2009 إلى أنّ «التعرّض لمستويات تعتبر آمنة بشكلٍ عام من الرصاص قد يؤدّي إلى نتائج سلبية على الصحّة العقلية». متوسّط مستوى وجود الرصاص في جسم الإنسان البالغ حوالي 120 ميليغراماً، ومن المعادن الثقيلة التي توجد بنسب أكبر في جسم الإنسان الزنك (2500 ميليغراماً) والحديد (4000 ميليغراماً). كما يتمّ امتصاص أملاح الرصاص بكفاءة عالية في جسم الإنسان . تُخزَّن نسبة قليلة من الرصاص (أي 1% في العظام)؛ أمّا الكمّيّة الباقية فتفرَز مع البول والبراز في غضون أسابيع قليلة من دخولها للجسم. يؤدّي التعرّض المستمرّ إلى التراكم الحيوي للرصاص.

### السمّيّة
الرصاص معدنٌ سامّ للغاية (سواء أكان ذلك باستنشاقه أم بابتلاعه)، ما يؤثّر على كلّ أجهزة جسم الإنسان وأعضائه تقريباً.  في حال وصول التراكيز منه في الجوّ إلى مستويات تصل إلى 100 ملغم\م 3 فإنّها تعدّ ذات خطورة فورية للحياة أو الصحة. معظم الرصاص الذي يتمّ ابتلاعه يُمتصّ إلى مجرى الدمّ. السبب الرئيسي للسمّية هو ميله لتغيير أداء الإنزيمات. حيث يقوم بالارتباط بالثيولات الموجودة في العديد من الإنزيمات، أو تقليد المعادن الأخرى التي تدخل عاملاً مرافقاً في العديد من التفاعلات الإنزيمية. من بين المعادن الأساسية التي يتفاعل الرصاص معها الحديد والكالسيوم والزنك. تميل المستويات العالية من الكالسيوم والحديد إلى توفير بعض الحماية ضد التسمّم بالرصاص؛ لكنّ المستويات المنخفضة منهما تسبّب زيادة في التعرّض لسمّيّة الرصاص.

### التأثيرات
يمكن أن يسبّب الرصاص أضرار بالغة للدماغ والكلى، الأمر الذي يؤدّي للموت في نهاية المطاف. يمكن أن يَعبُر الرصاص الحاجز الدموي الدماغي بتقليده عمل الكالسيوم. يعمل الرصاص على إتلاف أغمدة الميالين في العصبونات، ويقلّل عددها، كما يتداخل مع مسارات النواقل العصبية ويحدّ من نموّ الخلايا العصبية  في جسم الإنسان، يثبّط الرصاص إنزيم بورفوبيلينوجين سينثاز وإنزيم فيروكيلاتيز فيمنع تكوّن البورفوبيلينوجين ويمنع اندماج الحديد مع بروتوبورفيرين 9، وهي آخر خطوة في عمليّة تركيب الهيم. يسبّب هذا كلّه تخليقاً غيرَ فعّال للهيم وحدوثَ فقر الدم الجزئي.

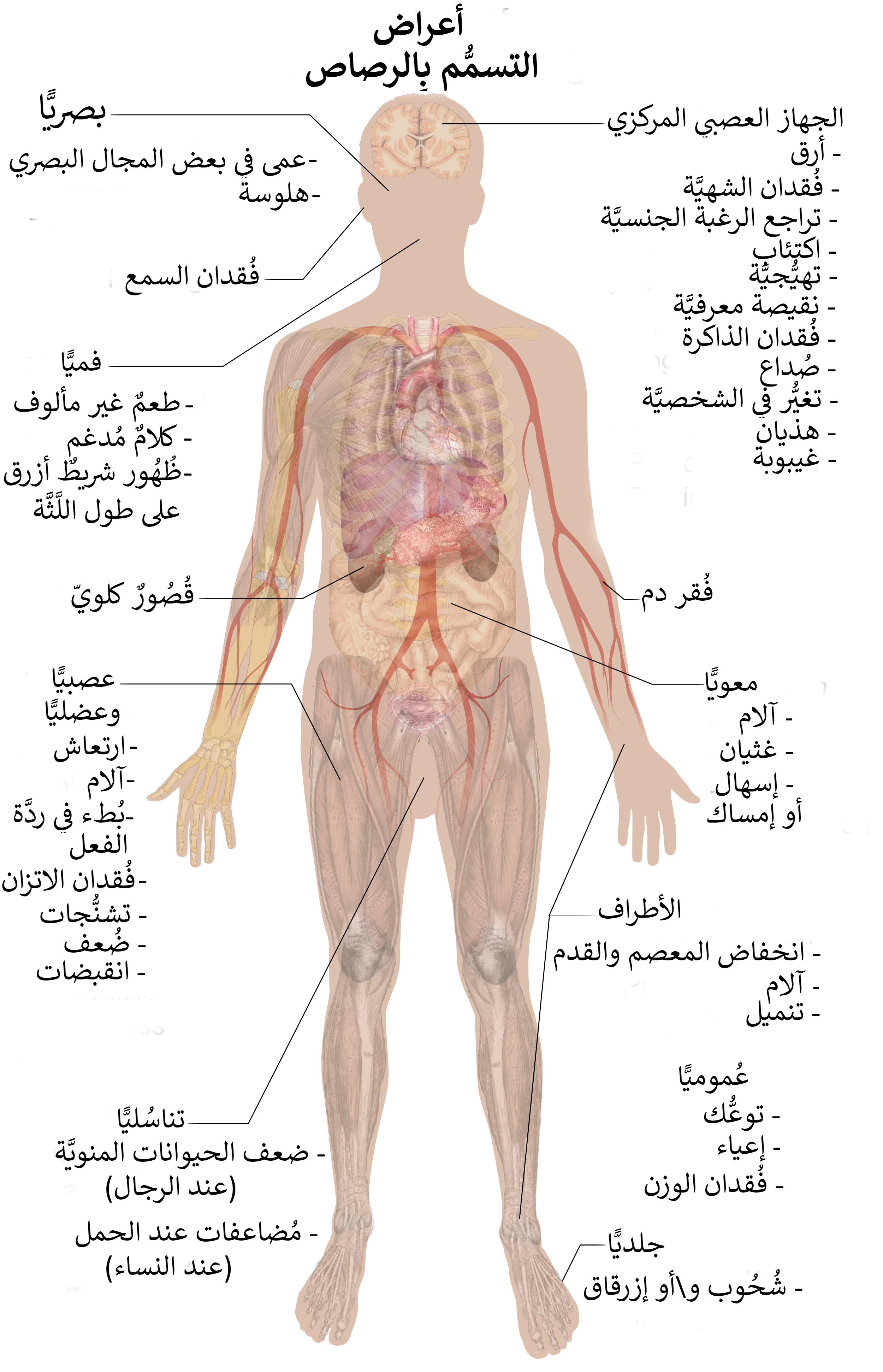
مخطّط لجسم الإنسان يوضّح أعراض التسمّم بالرصاص حسب العضو

تتضمّن أعراض التسمّم بالرصاص اعتلال الكلى ومغص شبيه بآلام البطن وضعف في الأصابع والرسغين والكاحلين، وتحدث زيادة قليلة في ضغط الدم، لا سيّما لدى الأشخاص في منتصف العمر وكبار السن، لكن قد تكون الزيادة واضحة فتسبّب فقر الدم. وجدت العديد من الدراسات صلة وصلٍ بين زيادة التعرّض للرصاص وانخفاض معدّل ضربات القلب. أمّا في النساء الحوامل، فقد يؤدّي التعرّض للرصاص بمستوياتٍ مرتفعة إلى الإجهاض. أمّا التعرّض المزمن للرصاص بمستويات مرتفعة فيقلّل الخصوبة عند الذكور.
بالنسبة لدماغ الطفل في طور النمو، يتداخل الرصاص مع تكوين التشابك العصبي في القشرة المخّية وتطوّر الجهاز العصبي (بما في ذلك النواقل العصبية)، وتنظيم القنوات الأيونية. يتسبّب التعرّض للرصاص في الطفولة المبكرة بزيادة مخاطر اضطرابات النوم، أمّا في مراحل الطفولة المتأخّرة فيسبّب النعاس المفرط في النهار. كما ترتبط مستويات الدم المرتفعة بتأخّر سنّ البلوغ عند الفتيات. في القرن العشرين، تمّ الربط بين تباين التعرّض للرصاص (ارتفاعاً وانخفاضاً) الموجود في الجوّ الناتج عن احتراق رباعي إيثيل الرصاص في البنزين وبين تباين معدّلات الجريمة ارتفاعاً وانخفاضاً، ويعرف ذلك باسم «فرضية الرصاص-الجريمة» التي لم تكن مقبولة عالمياً.